# Nicolás Maduro
Nicolás Maduro Moros (Caracas, 23 de noviembre de 1962) es un político y dirigente sindical venezolano, actual presidente de Venezuela desde el 2013. Fue ministro de relaciones exteriores entre 2006 y 2012, y vicepresidente de la república desde 2012 a 2013. El 28 de julio de 2024, luego de buscar su tercer mandato en unas elecciones cuestionadas y señaladas de fraude electoral por la oposición política y la comunidad internacional, el Consejo Nacional Electoral lo proclamó como presidente electo para el período 2025-2031 sin publicar los resultados en su página web. Diversas fuentes y medios lo consideran un dictador.
Durante la enfermedad del presidente Hugo Chávez, Maduro asumió la presidencia de Venezuela. Tras las elecciones de 2012, el mal estado de salud de Chávez le impidió tomar posesión del cargo el 10 de enero, sin embargo, siguió en el cargo hasta su fallecimiento ocurrido el 5 de marzo de 2013. Al morir Chávez, Maduro asumió la presidencia tres días después. Ante esta situación, personalidades nacionales e internacionales denunciaron que, según lo establecido en el artículo 233 de la constitución, no debía ser el vicepresidente Maduro quien asumiera el cargo, sino Diosdado Cabello, presidente de la Asamblea Nacional. Sin embargo, el 8 de marzo de 2013 la Sala Constitucional del Tribunal Supremo de Justicia lo declara «presidente encargado». Posteriormente, Maduro fue proclamado presidente de Venezuela tras las elecciones presidenciales del 14 de abril de 2013.
Desde su elección como presidente el 19 de noviembre de 2013, Maduro ha gobernado Venezuela por decreto durante la mayor parte del tiempo. Durante los gobiernos de Chávez y Maduro, Venezuela ha enfrentado una grave crisis social, económica y política, aumento de la delincuencia, inflación, pobreza y hambre. A partir de abril de 2014, debido al aumento de la escasez en Venezuela y disminución de la calidad de vida, se producen protestas en todo el país, provocando un descenso rápido y progresivo en la popularidad de Maduro, pérdida de popularidad que se vio consolidada con la victoria opositora en las elecciones parlamentarias de 2015, y el inicio de un proceso para revocar el mandato de Maduro a través de referéndum, sin resultados debido a que Maduro concentra el poder a través de otros órganos en manos del oficialismo, como el Tribunal Supremo de Justicia y el Poder Electoral, así como la Fuerza Armada Nacional Bolivariana.
Maduro, al igual que Chávez, ha sido señalado como autoritario, varias fuentes también lo consideran un dictador, sobre todo después de la suspensión del movimiento para revocar su mandato a finales de 2016, y una posterior crisis institucional el 29 de marzo de 2017, en la que el Tribunal Supremo de Justicia se atribuyó a sí mismo las funciones de la Asamblea Nacional, siendo esta medida considerada por la propia Asamblea y la Fiscalía General como una "ruptura del hilo constitucional" o incluso un autogolpe de Estado, si bien posteriormente el Tribunal revisó su sentencia y corrigió algunos aspectos controvertidos ante el repudio internacional. La decisión resultó en protestas a nivel nacional; Maduro respondió con la convocatoria de una Asamblea Nacional Constituyente, bajo condiciones electorales consideradas como irregulares, incluyendo por la fiscal general Luisa Ortega y la compañía de las máquinas de votación Smartmatic. La oposición no participó en las elecciones y todos los miembros electos fueron pro-gobierno.
El 20 de mayo de 2018, las elecciones presidenciales fueron convocadas prematuramente y Maduro fue reelecto por un periodo adicional de seis años. Los líderes opositores fueron encarcelados, exiliados o inhabilitados para participar, no hubo observación internacional, y se ejercieron tácticas en las que se sugería a los electores que podían perder sus trabajos o ayudas sociales si no votaban por Maduro. La oposición venezolana, aproximadamente 51 países, la Organización de Estados Americanos (OEA), la Unión Europea (UE), el Grupo de Lima y el Grupo de los 7 (G7) no reconocieron su reelección, afirmando que dichos comicios fueron ilegales, carecían de garantías mínimas y no respetaban las normas internacionales de procesos electorales.
Un informe de la Organización de Estados Americanos ha determinado que durante su gestión se han cometido crímenes de lesa humanidad, y las Naciones Unidas han reportado más de 9000 ejecuciones extrajudiciales y más de cuatro millones de venezolanos se han visto obligados a salir del país. El 10 de enero de 2019, minutos después de que Nicolás Maduro prestara juramento ante el Tribunal Supremo de Justicia de Venezuela para el periodo presidencial 2019-2025, la Organización de Estados Americanos, en una reunión extraordinaria de su Consejo Permanente, aprobó una resolución en la que se declara ilegítimo a Maduro como presidente de Venezuela, instando a que se convocaran nuevas elecciones. El 26 de marzo de 2020, el Departamento de Justicia de Estados Unidos, emitió una orden de captura contra Maduro con una recompensa de 15 millones de dólares por cargo relacionados con narcotráfico.
Durante su mandato, especialmente desde mediados de 2020, se han reportado intervenciones y abusos de parte de la justicia venezolana y fuerzas de seguridad, administradas y controladas a plenitud por el gobierno de Maduro, contra varios partidos políticos principales del país, tanto de la oposición, como de la izquierda chavista, lo que ha evidenciado el totalitarismo del gobierno venezolano y la búsqueda, según la oposición, de un «partido único» o una «oposición controlada» en el país.
Durante los diez años de gobierno de Nicolás Maduro, de 2013 a 2023, se han registrado más de 45,000 casos de violaciones a los derechos humanos y al menos 10,085 ejecuciones extrajudiciales por parte de las fuerzas de seguridad, con una alta letalidad policial y militar enfocada en barrios populares. Se han documentado torturas y tratos crueles, afectando gravemente a mujeres jóvenes y pobres.En vísperas de un tercer mandato, ha intentado ingresar Venezuela como miembro asociado a los BRICS pero fue vetado por su homólogo brasileño Luiz Inácio Lula da Silva (país miembro fundador) por romper los Acuerdos de Barbados y falta de garantías democráticas.

## Infancia y juventud
Nicolás Maduro nació el 23 de noviembre de 1962 en Caracas, Venezuela. Es hijo de Teresa de Jesús Moros de Maduro, de nacionalidad colombiana, y de Nicolás Maduro García. Maduro fue criado como católico, y su ascendencia familiar paterna es de origen judío sefardí provenientes de Curazao. La familia Maduro Moros era de clase media y vivía en un edificio de apartamentos en el sector Los Chaguaramos, frente a la iglesia de San Pedro, en la parroquia San Pedro del entonces Distrito Federal. En esa urbanización transcurrió la infancia y juventud de Maduro junto a su hermana María Adelaida Maduro Moros. Creció dentro de una familia de izquierda, y su padre fue dirigente sindical. Maduro García fue dirigente del socialdemócrata Acción Democrática durante su juventud, y estuvo exiliado en Bogotá durante la dictadura de Marcos Pérez Jiménez por participar en la planificación de un frustrado paro petrolero en Zulia. Posteriormente Maduro García fue dirigente del Movimiento Electoral del Pueblo, una escisión de AD liderada por Luis Beltrán Prieto Figueroa.
Maduro recibió clases en el Liceo Urbaneja Achelpohl en el sector Los Rosales de Caracas a los 11 años. Su primer contacto con la política aconteció cuando se convirtió en miembro de la asociación de estudiantes de su escuela secundaria. A los 15 años fue expulsado del liceo por organizar una movilización estudiantil, siendo presidente del centro de estudiantes; pero posteriormente logró finalizar sus estudios secundarios en el José Ávalos, en El Valle, un liceo público, aunque después de culminar la secundaria no ingresó a la universidad y se dedicó a trabajar por su cuenta conduciendo un autobús.
En su juventud Maduro además practicó béisbol, jugando para el equipo de Distrito Federal en los Segundos Juegos Deportivos Nacionales Juveniles de 1980, en la posición de pitcher, compartiendo equipo con Oswaldo Guillén y Jesús Méndez. Fue detectado por un scout que le ofreció un contrato para hacerlo profesional en Estados Unidos, pero declinó de la oferta. También fue fundador de una banda de rock llamada Enigma, de la cual era bajista y que llegó a sonar en emisoras de radio locales.
El 9 de junio de 1988 contrajo matrimonio con Adriana Guerra Angulo en la jefatura civil de la Parroquia El Valle, y el 21 de junio de 1990 nace su único hijo, Nicolás Maduro Guerra, dicho matrimonio duró hasta 1994.

## Carrera política
A los 12 años, Maduro ya militaba en una organización de izquierda, llamada Ruptura. Posteriormente, ingresó en la Liga Socialista, un año después del asesinado en manos de la Dirección de los Servicios de Inteligencia y Prevención del dirigente del partido Jorge Antonio Rodríguez en 1977. Dentro del partido llegó a ser miembro del Comité Nacional de la Liga Socialista y del Comité Regional de Caracas. También trabajó como guardaespaldas de José Vicente Rangel durante la infructuosa campaña presidencial de Rangel en elecciones de 1983. Luego, durante los años 1986 y 1987, cursó estudios en la escuela cubana de formación de cuadros políticos de izquierdas «Ñico López» en la ciudad de La Habana, gracias a una beca otorgada por su partido.
A finales de la década de los 80 consigue trabajo como conductor de Metrobús en el Metro de Caracas, en la parroquia Caricuao, donde residía. Durante su labor como conductor, pasa de ser un sindicalista no oficial que representaba a conductores de autobuses del Metro de Caracas, aunque posteriormente sería fundador del Sindicato de Trabajadores del Metro de Caracas (SITRAMECA).De acuerdo con el propio Maduro, se había hecho sindicalista por una «decisión estratégica» de su partido la Liga Socialista. Durante este período acumuló diversas faltas laborales. En 1995 funda junto a otros trabajadores sindicalistas de la Fuerza Bolivariana de Trabajadores, organización de la que se convirtió en Coordinador Nacional.

Maduro conoció a Hugo Chávez luego del primer intento de golpe de Estado de Venezuela de 1992, aunque no se conocerían personalmente hasta casi dos años después.Desde ese momentro Maduro se convirtió en su seguidor, y junto a la Liga Socialista y otros grupos de izquierda como Bandera Roja participó en el acompañamiento civil al segundo intento de golpe de Estado de Venezuela de 1992 del mismo año.Maduro se encargó de movilizar soldados y civiles armados por los túneles del metro durante la intentona golpista.Por esos mismos túneles logró escapar de ser arrestado una vez frustrado el golpe.

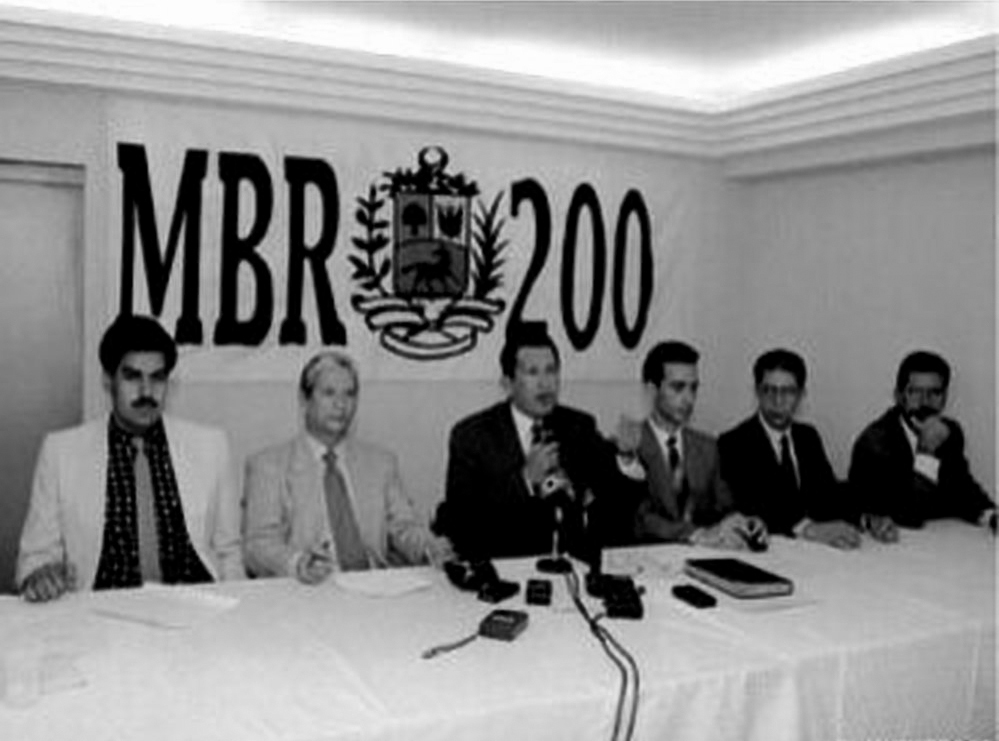
Miembros del MBR-200 durante una reunión en 1997. Maduro está en el extremo izquierdo y Chávez en el centro.

El 16 de diciembre de 1993, junto a un grupo de trabajadores del Metro simpatizantes del MBR-200, realizó una visita a Chávez, a quien finalmente conoció en persona, quien se encontraba recluido en la Cárcel de Yare debido a su intento fallido de golpe de Estado. Ese día Chávez le asignó una tarea confidencial de comunicarse con unos oficiales, y le asignó el seudónimo de «verde».
Desde entonces, se convirtió en un activista de la liberación de Chávez. Luego del indulto de Chávez, por el entonces presidente Rafael Caldera, y su salida de prisión en 1994, Maduro, y otro grupo de seguidores, ayudaron a Chávez a organizar su movimiento político. Conoció a Cilia Flores, quien había sido abogada de Chávez en la cárcel y activista político durante una Asamblea Popular del MBR-200 en Catia quien poco tiempo después se convertiría en su pareja sentimental y concubina.
En 1997, pasó a formar parte de las filas del MVR, partido que apoyó la campaña presidencial de 1998 cuando Hugo Chávez resultó elegido presidente de Venezuela. No obstante, Maduro no formó parte del grupo más cercano a Chávez durante su primera campaña presidencial, al punto de que se le negó la entrada a la residencia oficial de La Viñeta, donde residió Chávez los meses como presidente electo, en diciembre de 1998 cuando Maduro fue a felicitarlo.

### Diputado

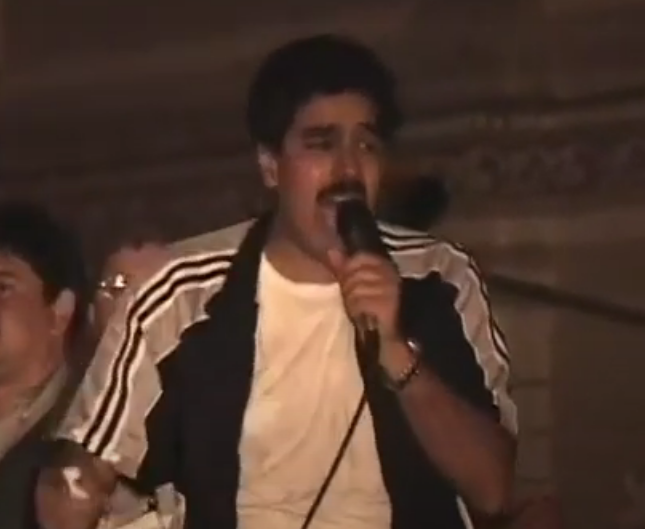
Maduro el 13 de abril de 2002, durante el golpe de Estado.

Tras una carrera de activismo político, se convierte en candidato a diputado del antiguo Congreso de la República con el apoyo del MVR por el circuito 3 del Distrito Federal, siendo elegido en las elecciones del 8 de noviembre de 1998. Tomó posesión como diputado el 23 de enero de 1999, y se convirtió en Jefe de la Fracción Parlamentaria del MVR en la Cámara de Diputados, además integró la Comisión Permanente de Asuntos Sociales, la Comisión Permanente de Medios de Comunicación Social, de la Comisión Permanente de Juventud, Recreación y Deportes y de la Comisión Permanente de Participación Ciudadana durante la X Legislatura, que duró menos de un año en funciones por la disolución del Congreso a finales de año.

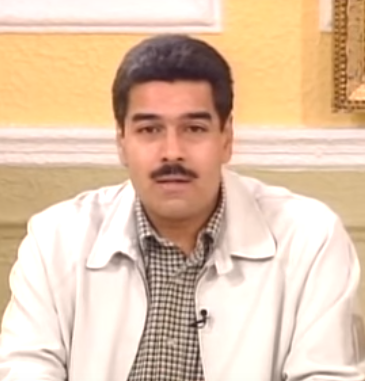
Nicolás Maduro como Miembro de la Asamblea Nacional Constituyente en 1999.

Fue elegido diputado en la Asamblea Constituyente de 1999 que redactó una nueva Constitución ese mismo año por el Distrito Federal, que pasó a ser Distrito Capital a partir del 23 de diciembre de ese año.[cita requerida] En la constituyente Maduro presidió la Comisión de Participación Ciudadana, de dicho parlamento para posteriormente ser elegido diputado a la Asamblea Nacional de Venezuela en las elecciones del 30 de julio de 2000 por el Movimiento V República. En la Asamblea Nacional presidió la Comisión Permanente de Desarrollo Social Integral desde el 14 de agosto de 2000 hasta el 5 de enero de 2005. El 5 de enero de 2005 es elegido para presidir la AN.
Fue reelegido en las elecciones legislativas de 2005. Luego de la salida de Maduro de la Asamblea Nacional en agosto de 2006, para ocupar un cargo ministerial, Flores fue elegida en la votación interna parlamentaria como presidenta de la Asamblea Nacional, siendo la primera mujer venezolana en alcanzar ese cargo.

### Canciller

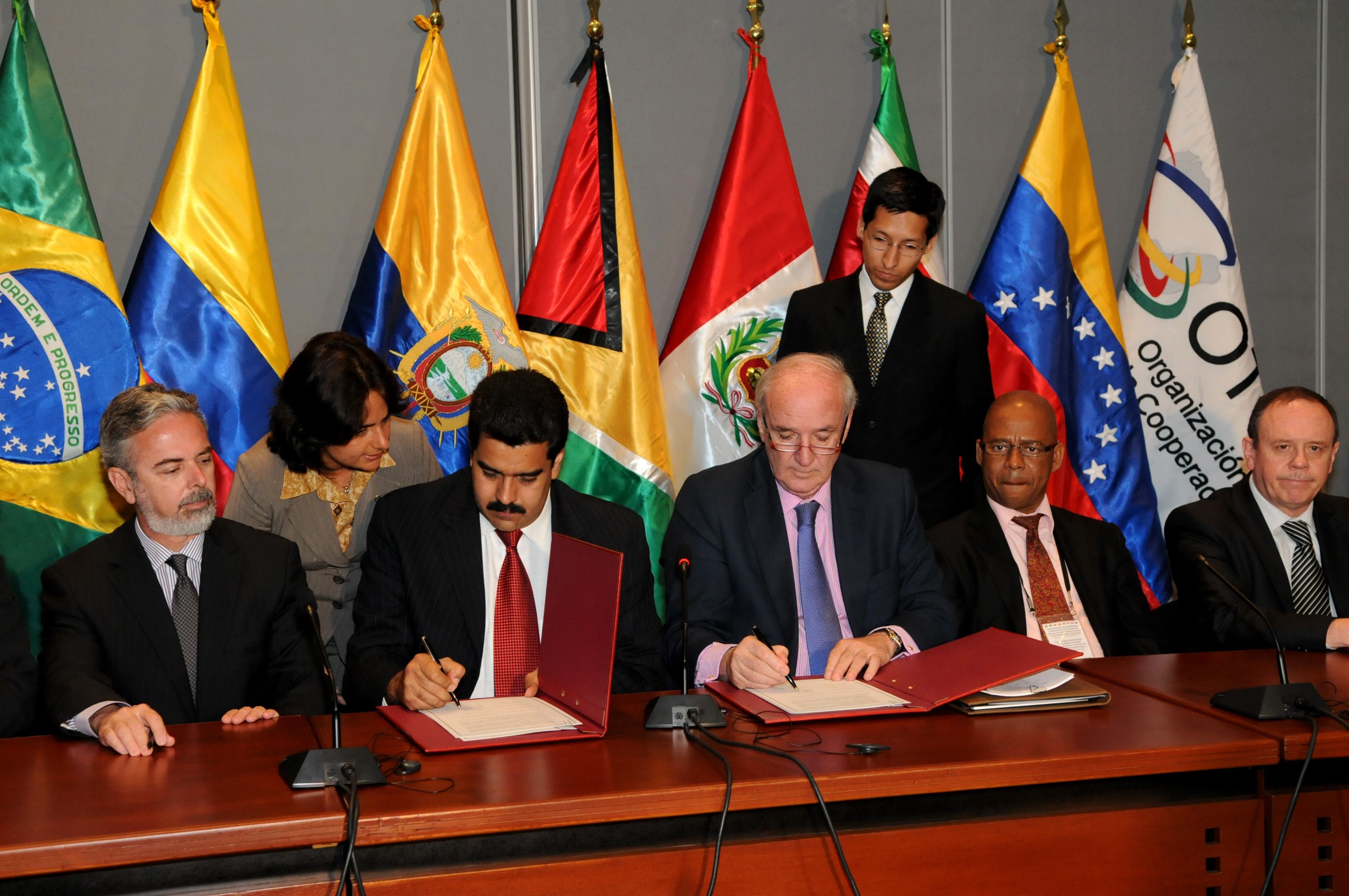
El Canciller peruano, José A. García Belaunde, y Nicolás Maduro, 2010

A pedido del presidente Hugo Chávez, en el año 2006 Maduro ingresa en el gabinete ministerial como Ministro del Poder Popular para las Relaciones Exteriores, sustituyendo de esa forma al entonces ministro Alí Rodríguez Araque quien fue posteriormente designado como Secretario General de la UNASUR. Maduro sirvió de encargado en dirigir la política exterior venezolana desde el año 2006 hasta principios de 2013 cuando fue sustituido por Elías Jaua. El 25 de mayo de 2011 Maduro es nombrado director de Pdvsa.En ese período trabajó en organismos de integración como la Celac, el Alba, Unasur y Mercosur.[cita requerida]

### Vicepresidente
El 10 de octubre de 2012, tres días después de las elecciones presidenciales, fue nombrado nuevo vicepresidente ejecutivo ocupando el puesto de Elías Jaua quien tuvo que separarse de su cargo para aspirar a la gobernación de Miranda.[cita requerida]
El 8 de diciembre de 2012, Hugo Chávez afirmó que, en caso de que quedara incapacitado, Nicolás Maduro, debería asumir el cargo de presidente de la República hasta la convocatoria de unas nuevas elecciones para las que pidió el apoyo popular hacia Maduro.
El 9 de enero de 2013 el presidente Hugo Chávez designó a Nicolás Maduro como presidente del Consejo de Ministros y a Elías Jaua como primer vicepresidente con motivo de la sesión de ese día, debido a unos tratamientos médicos (que le impidió juramentarse un día después). Maduro invitó a los ministros a trabajar junto con los miembros del ALBA y seguir desarrollando la «revolución eficiente».

## Presidente de Venezuela

### Presidente encargado
El 5 de marzo de 2013, posterior al fallecimiento del presidente Hugo Chávez, Maduro asumió el cargo de presidente encargado de Venezuela hasta la celebración de elecciones presidenciales.
Debido a su padecimiento, Hugo Chávez no consiguió jurar su cuarto mandato, algunos medios de comunicación internacionales expresaron sus dudas sobre la constitucionalidad de la presidencia de Maduro ya que, según su interpretación del artículo 233 de la Constitución venezolana, tendría que haber sido el presidente de la Asamblea Nacional el que asumiera la Presidencia de la República al producirse la falta absoluta del mismo antes de la toma de posesión. Hasta ese momento el presidente de la Asamblea Nacional era Diosdado Cabello. Igualmente destacaron que al abandonar el cargo de vicepresidente por el de presidente, Maduro se aseguraba el poder presentarse a las elecciones ya que el artículo 229 dice:

[...] No podrá ser elegido Presidente o Presidenta de la República quien esté de ejercicio del cargo de Vicepresidente Ejecutivo o Vicepresidenta Ejecutiva, Ministro, Gobernador o Gobernadora y Alcalde o Alcaldesa, en el día de su postulación o en cualquier momento entre esta fecha y la de la elección.

 Sin embargo, el Tribunal Supremo aclaró que al morir el presidente titular, el vicepresidente tenía que asumir el cargo de presidente encargado y que como se trataba de un presidente reelecto (Chávez) que ya estaba en posesión del cargo, el gobierno tenía continuidad administrativa, caso en el cual según esta interpretación corresponde al vicepresidente ejecutivo asumir la presidencia interinamente.
Por su parte, el gobierno venezolano, aseguró que su presidencia no era contraria a la Constitución y que este podría presentarse sin ningún impedimento a las elecciones sobre la base de esa interpretación. El gobierno también se apoya en el artículo 233 para sostener su postura, pero se centra en otra parte del artículo 233 que indica:

[...] Si la falta absoluta del Presidente o Presidenta de la República se produce durante los primeros cuatro años del período constitucional, se procederá a una nueva elección universal, directa y secreta dentro de los treinta días consecutivos siguientes. Mientras se elige y toma posesión el nuevo Presidente o la nueva Presidenta, se encargará de la Presidencia de la República el Vicepresidente Ejecutivo o la Vicepresidenta Ejecutiva.

El 8 de marzo, el Tribunal Supremo de Justicia de Venezuela sentenció que era constitucional que al morir el presidente, el vicepresidente asumiera el cargo de presidente encargado y que no existía ningún impedimento legal para que este pudiera presentarse a las elecciones. Ese mismo día, Maduro prestó juramento como presidente encargado de Venezuela ante la Asamblea Nacional en el Palacio Federal Legislativo.

#### Candidato presidencial

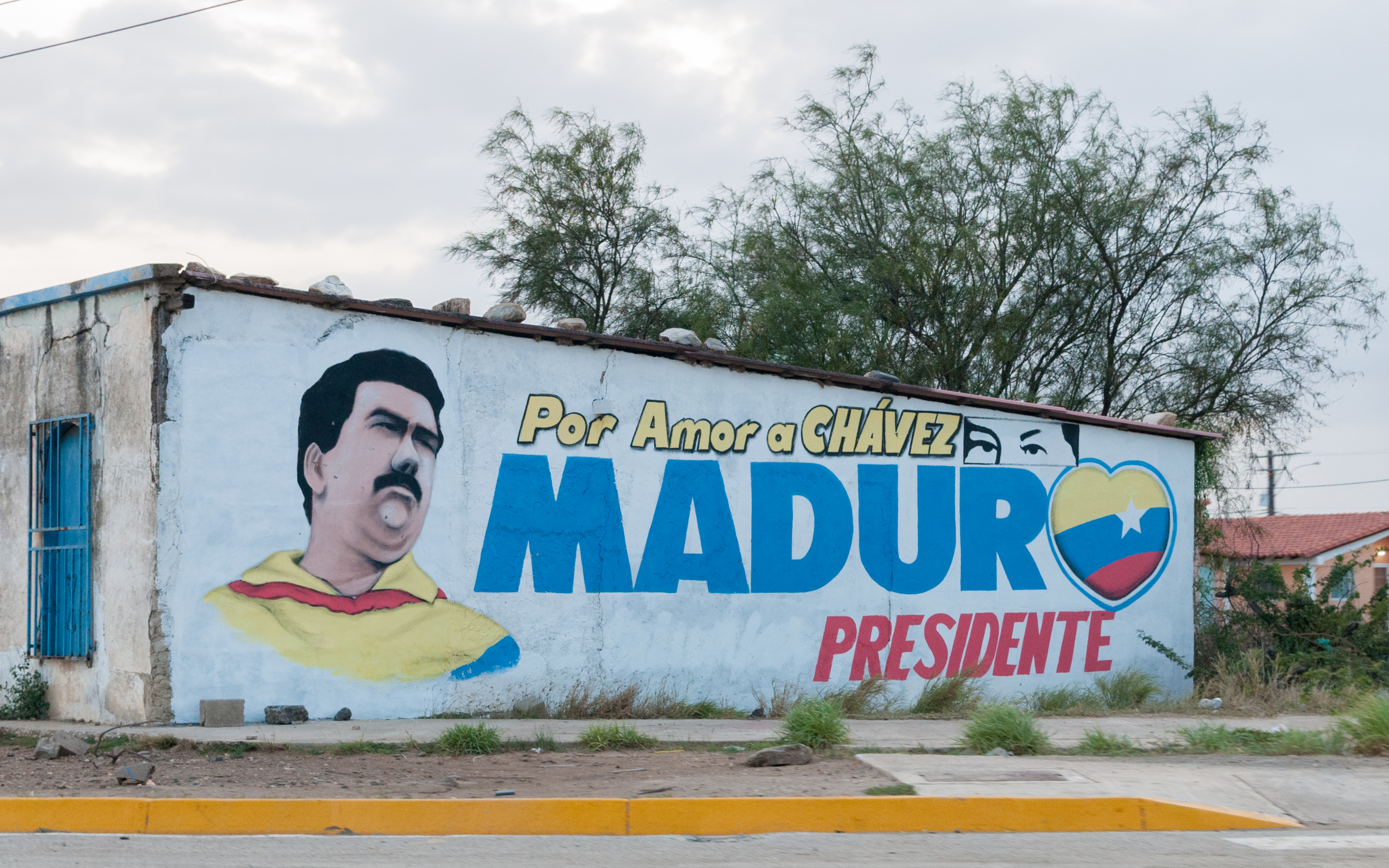
Pared con un dibujo de campaña de Nicolás Maduro, donde se refleja la frase «Por Amor a Chávez» y «Maduro Presidente».

Meses antes de fallecer debido al cáncer que lo aquejaba, Hugo Chávez pidió a sus seguidores votar por Nicolás Maduro vicepresidente en ese entonces, en el caso de que no pudiera continuar ejerciendo el cargo de presidente y se tuviesen que convocar elecciones anticipadas para completar el período 2013-2019. Poco después de la convocatoria a elecciones por parte del CNE, el PSUV y otras organizaciones políticas apoyaron la inscripción de su candidatura a la Presidencia. Maduro centró su campaña en darle continuidad a la gestión y proyecto del fallecido presidente Chávez.
De acuerdo con la Comisión Interamericana de Derechos Humanos de la Organización de Estados Americanos, Nicolás Maduro, "ha seguido usando emisiones obligatorias a nivel nacional de radio y televisión, para transmitir mensajes del gobierno" y que "el uso de emisiones nacionales obligatorias se ha intensificado durante la campaña y días después de las elecciones presidenciales del 14 de abril, en tal número de ocasiones que interrumpen los discursos o conferencias de prensa dadas por los líderes de los grupos de oposición al gobierno".
Andrés Oppenheimer en un artículo publicado en Pittsburgh Tribune-Review refiriéndose a las elecciones presidenciales de 2013, afirmó que el ventajismo a favor de Maduro era tan alto que las elecciones fueron "una de las contiendas electorales más desiguales en cualquier lugar en los últimos tiempos". Oppenheimer comentó que cuando Maduro estaba actuando como presidente interino, se extendió el duelo por la muerte de Hugo Chávez dándole "una ventaja enorme de propaganda a Maduro". También dijo que Maduro tenía "una ventaja de más de 10 a 1 en televisión en horario de propaganda", mientras que a Henrique Capriles se le permitió solamente 4 minutos de publicidad por día, Maduro tenía los mismos 4 minutos, 10 minutos de anuncios de servicio público del gobierno y una cantidad ilimitada de tiempo para los "discursos de difusión nacional obligatoria".
Por su parte, durante la campaña electoral, Maduro acusó a la oposición de planear sabotear las elecciones presidenciales implicando directamente a Henrique Capriles, a quien acusó de querer provocar violencia posterior al evento electoral.

### Gobierno (2013 - actualidad)

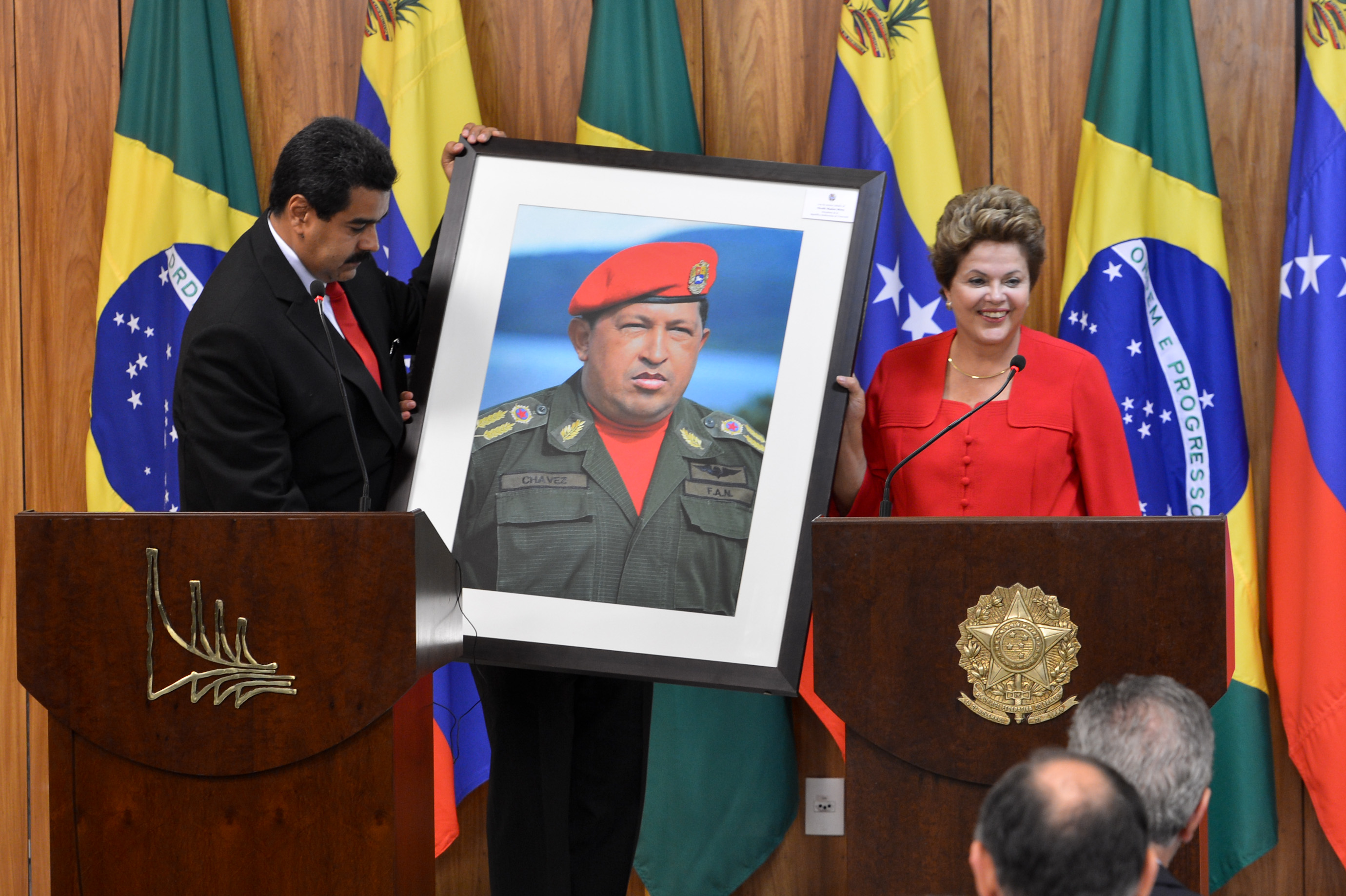
Nicolás Maduro en visita oficial a Brasil obsequiando un cuadro de Chávez a Dilma Rousseff, presidenta de Brasil el 9 de mayo de 2013

Las elecciones presidenciales de Venezuela se desarrollaron el 14 de abril de 2013. En ellas hubo 14.988.563 votos válidos que se distribuyeron de la siguiente manera: Nicolás Maduro Moros obtuvo 7 587 532 (el 50,61 %) y Henrique Capriles Radonski, 7 363 264 (el 49,12 %).
El 9 de abril ambos candidatos se comprometieron a reconocer los resultados de la elección, sin embargo, el candidato Henrique Capriles Radonski "rechazó firmar el acuerdo del CNE", en su lugar, firmó un documento en donde llama a "Maduro a abandonar el uso de recursos y medios del Estado". En la noche del 14 de abril, Capriles desconoció el boletín oficial emitido por el CNE y llamó a un reconteo total de los votos, ya que según su comando de campaña se habían detectado al menos 3500 irregularidades durante el proceso de votación, petición que también realizó el rector del CNE Vicente Díaz, (quien sin embargo dijo que "no tenía duda de los resultados") y la cual fue apoyada por los gobiernos de España, Francia, Estados Unidos, Paraguay, y el secretario general de la OEA, José Miguel Insulza. Maduro aceptó la realización de la auditoría propuesta por la oposición del 100 % de las actas, pero el Consejo Nacional Electoral descartó la realización de un nuevo reconteo argumentando que ya se habían realizado auditorías previstas en la legislación y el conteo es por ley automatizado. En cambio se realizó una auditoría a la cajas, mesas y comprobantes que no habían sido seleccionadas el día de la elección, arrojando un margen de error de 0,02 %.
Nicolás Maduro fue juramentado como presidente de la República el 19 de abril en la Asamblea Nacional. Según el artículo 233 de la Constitución, deberá completar el periodo constitucional correspondiente al del expresidente Hugo Chávez. El 9 de septiembre de 2013 fue presentado ante la Comisión Interamericana de Derechos Humanos (CIDH) la impugnación de las elecciones, un día antes de que se hiciera efectiva la salida de Venezuela del mecanismo, el informe fue entregado al organismo por parte del abogado y miembro de la MUD Ramón José Medina que por su parte dijo: “Aspiramos que se anulen y se repitan esas elecciones, que fueron unas elecciones fraudulentas”.
El 11 de marzo de 2013, el día de su inscripción presidencial, Nicolás Maduro presentó el mismo plan de gobierno con el que Hugo Chávez resultó elegido en las elecciones presidenciales de Venezuela, llamado "Plan de la Patria 2013-2019". El 11 de junio el CNE anunció la finalización de la auditoría al 100% de los votos emitidos, confiriéndole la victoria de Maduro.

#### Política legislativa

##### Ley habilitante
Seis meses después de ser elegido, el presidente Maduro —usando las atribuciones que le confiere la constitución en el artículo 203— gobernó con ley habilitante en dos oportunidades: desde el 19 de noviembre de 2013 hasta 19 de noviembre de 2014 y desde el 15 de marzo de 2015 hasta el 31 de diciembre de 2015, tras la aprobación por parte de la Asamblea Nacional de su solicitud a través de la Ley Habilitante. En octubre de 2013, Maduro solicitó una ley habilitante para aprobar leyes con el fin de luchar contra la corrupción y también para encarar, lo que él llamó, «una guerra económica». El 19 de noviembre de 2013, la Asamblea Nacional concedió a Maduro el poder de aprobar leyes hasta el 19 de noviembre de 2014.
El 10 de marzo de 2015, Maduro solicitó otra habilitante en una segunda oportunidad, un tiempo después de las sanciones por violación de los DDHH impuestas por los Estados Unidos a siete funcionarios del gobierno venezolano durante las manifestaciones de 2014. La Ley Habilitante se utilizará para "enfrentar" lo que Maduro llamó «la agresión del país más poderoso del mundo, los Estados Unidos». Días después, el 15 de marzo de 2015, la Asamblea Nacional otorgó el poder a Maduro para dictar decretos ley hasta el 31 de diciembre de 2015.

##### Asamblea Nacional Constituyente
El 1 de mayo de 2017 Maduro convocó a la Asamblea Nacional Constituyente mediante decreto presidencial N.º 2830. La misma está encargada de redactar una nueva Constitución para Venezuela. Aunque inicialmente tendría una vigencia de dos años, el 21 de mayo de 2019 la asamblea aprobó un decreto mediante el cual extendía su vigencia al menos hasta el 31 de diciembre de 2020.[cita requerida] Gran parte de la comunidad internacional desconoció la legalidad de esta asamblea incluyendo los miembros del Grupo de Lima y de la Unión Europea.

#### Política económica
Desde el año 2003, Venezuela posee una regulación sobre las transacciones en moneda extranjera, el gobierno de Chávez justificó la medida aduciendo que protegía el nivel de reservas internacionales, para 2015 existen tres tipos de cambio (CENCOEX, SICAD, SIMADI), además, de una cotización paralela denominada «dólar negro» que fue de carácter ilegal hasta las reformas de 2014. Desde finales de 2013 y en relación con esta distorsión, cambiaría; algunos bienes de consumo masivo empezaron a ser escasos al mismo tiempo que la inflación aumentaba. Debido a diferentes inconvenientes, en la asignación de moneda extranjera, necesaria para la importación, algunas industrias se vieron obligadas a interrumpir su funcionamiento, debido a la ausencia de materia prima.

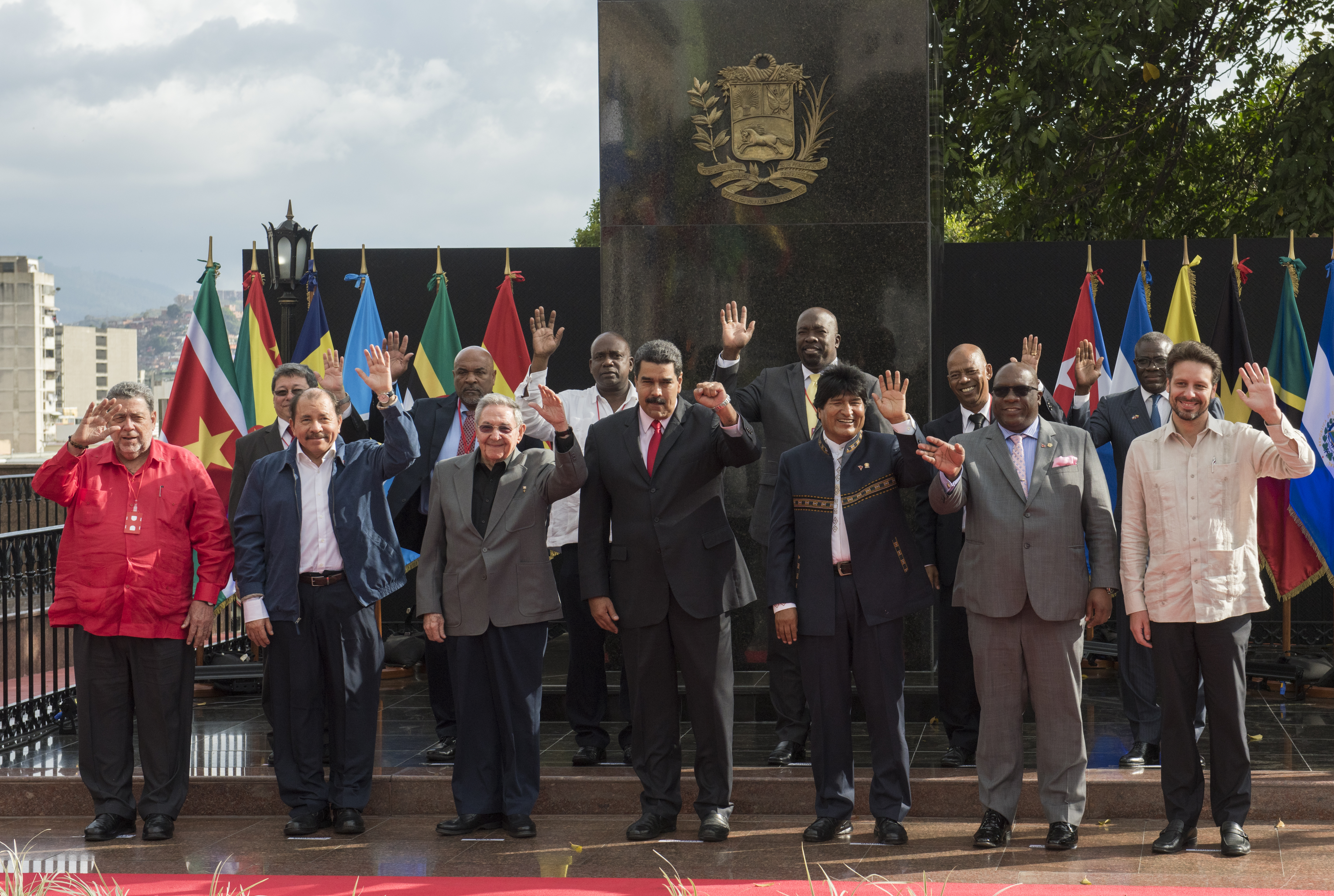
Foto oficial de la XIV Cumbre extraordinaria de la ALBA-TCP realizada en marzo de 2017 en Caracas

Al momento de su elección en 2013, Nicolás Maduro, siguió la misma línea de las políticas económicas existentes de su antecesor Hugo Chávez. Al asumir la presidencia de Venezuela, el presidente Maduro recibió una economía endeudada con una alta tasa de inflación, con un alto gasto público y problemas de escasez de bienes. Estas dificultades económicas a las que el gobierno se enfrentaba y la continuación de las medidas de control económica no corregidas en su momento, fueron una de las tantas razones de las protestas en Venezuela de 2014. El presidente Maduro, ha comentado en varias oportunidades, que estaba luchando una "guerra económica" contra el capitalismo y para ello promulgó medidas económicas llamadas "ofensivas económicas" pero que nunca atacaron el problema de aperturar una economía de libre mercado. Sin embargo, según The New Yorker, Maduro sólo se ha concentrado en su apoyo político en lugar de atender asuntos prioritarios que economistas advertian al gobierno venezolano.
Según Finanzas Digital,  al culminar el cuarto trimestre de 2013, "el Producto Interno Bruto (PIB) reportó un crecimiento de 1 %, (...) al sumarse con los tres trimestres previos consolida una expansión de 1,34 % durante el año 2013". A principios de 2014, la economía volvió a caer en recesión con 3 semestres consecutivos de datos negativos y con un retroceso al final del año 2014 del 3 % en su PIB respecto al año anterior. Algunos economistas del país, atribuyeron las causas de la problemática a erradas políticas económicas del gobierno, por su parte el gobierno afirmó que se debía a los conflictos políticos de 2014 y a una importante caída de los precios del petróleo. Por otro lado, el desempleo para el cierre de 2014 fue de 5,9 % un descenso con respecto al mismo mes de 1999 cuando alcanzaba 12 %. El índice de desarrollo humano de Venezuela en 2014 se ubicó en 0,764 dentro de la categoría de "alto desarrollo humano", este mide 1) una vida larga y saludable, 2) acceso a educación y 3) un nivel de vida digno. Esto representó un avance con respecto a 2012 cuando alcanzó 0,748 y a 1980 cuando era de 0,639. A pesar de ello, Venezuela encabezó el Índice de miseria Mundial en agosto de 2014, que se basa en la inflación, el desempleo y otros factores económicos. En una investigación realizada por la UCV, la USB y la UCAB durante el año 2014 y publicada en abril de 2015, arrojó que "11,3 % de los venezolanos hace 2 o menos comidas diarias" y que "la lista de 10 alimentos más comprados la encabeza la harina, el arroz y el pan; el huevo desapareció de la dieta clásica" del Venezolano.
Para el 17 de febrero de 2016, el presidente Nicolás Maduro anunció el aumento de la gasolina, quedando en 1 Bs. para la de 91 octanos y en 6 Bs. para la de 95 octanos. Representando un 1328,57 % y 6085,56 % de incremento en el precio que se manejaba desde 1996. Por su parte, el sistema marginal de divididas (SIMADI) pasa a ser sistema complementario flotante, pasando de un dólar a 6,13 Bs., a 10 Bs.
En agosto de 2018 el gobierno lanzó un nuevo paquete económico, consistente en la creación de una nueva moneda (el 'Bolívar soberano'), un incremento del 3400 % del salario mínimo y un aumento del Impuesto al Valor Agregado. El anuncio de este paquete fue denominado Viernes Rojo por algunos medios de comunicación, trazando un paralelo con el Viernes Negro de 1983 durante el gobierno de Luis Herrera Campíns. Diferentes economistas y expertos sostuvieron que las medidas económicas contribuirían con una mayor hiperinflación. La tasa de inflación llegó a 80 000 % anual en 2018, según el Johns Hopkins-Cato Institute Troubled Currencies Project, siendo Venezuela el único país en el mundo sufriendo una hiperinflación. Por su parte, la medición de la Asamblea Nacional indica una inflación de 1.300.000% anual entre noviembre de 2017 y noviembre de 2018.
La dirección tomada por el gobierno llevó al país a su crisis económica más larga con un resultado de cuatro años de hiperinflación y siete años de recesión. La continuación del control del tipo de cambio monetario, la pérdida de producción de petróleo y la corrupción fueron algunos de los temas en que nunca puso énfasis para solucionarlos.

##### Hiperinflación
Según el PNUD, la inflación en Venezuela se encuentra en un periodo de descenso marcado, junto a unas expectativas optimistas respecto al crecimiento económico que se proyecta en un 4%, la más alta de la región.

##### Default
A finales de noviembre de 2017 el gobierno inicia una serie de atrasos en los pagos de bonos del estado y de PDVSA.

#### Política de salud y desarrollo social

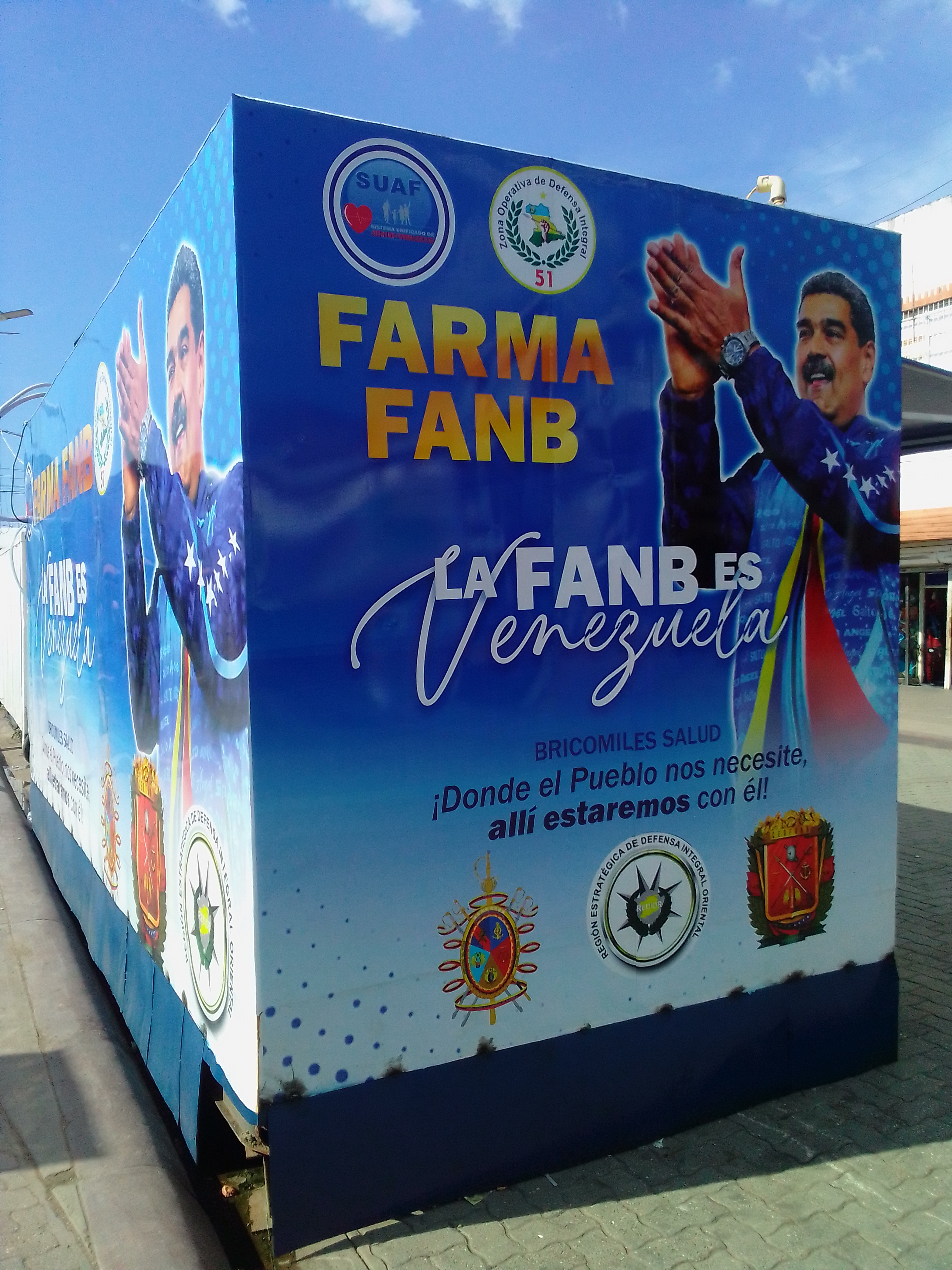
Propaganda de Nicolás Maduro en farmacia móvil

En octubre de 2013, se creó el Viceministerio para la Suprema Felicidad Social del Pueblo, que tiene la misión de coordinar las más de treinta "misiones sociales" del gobierno. En 2016, Maduro lanzó el programa de los Comités Locales de Abastecimiento y Producción (CLAP), un programa para distribuir paquetes de alimentos subsidiados. Los comités han estado sujetos a controversias por denuncias de corrupción, de uso político, de retrasos y de aumentos de precios sin previo aviso. También se creó el carnet de la patria, un documento de identidad con código QR, que permite al gobierno conocer el estatus socioeconómico de la población y agilizar el sistema de las misiones bolivarianas y el de los CLAP. El uso del carnet ha sido objeto de denuncias como posible método de control social, una política de exclusión social así como de coacción como de compra de votos durante las elecciones regionales, municipales y presidenciales.
La política de divisas complicó la importación de medicamentos y otros suministros médicos en Venezuela. Las constantes denuncias por parte de los consumidores venezolanos sobre la calidad de la leche en polvo producida en México llevó a investigaciones entre septiembre y diciembre de 2017 a realizar varios análisis de laboratorio químico a petición de la revista Armando.info determinándose un fraude al incumplir con las normas Convenin y los parámetros del Instituto nacional de Nutrición, El 23 de agosto de 2017, la fiscal general de Venezuela, Luisa Ortega Díaz, señaló a Álex Saab como el propietario de la firma mexicana Group Grand Limited, junto con los empresarios también colombianos Álvaro Pulido y Rofolfo Reyes, “presumiblemente es socio del presidente Nicolás Maduro” y se dedicaba a vender alimentos desde diferentes países a los CLAP de baja calidad. Armando.info denunció en febrero de 2018, el 14 de mayo el diputado Freddy Superlano presidente de la comisión de contraloría de la Asamblea Nacional viajó a México para presentar una denuncia ante la Procuraduría General de México, las empresas y personas involucradas acordaron con el gobierno mexicano pagar tres millones de dólares al Alto Comisionado de las Naciones Unidas para los Refugiados (Acnur) después de determinarse la comercialización de la baja calidad de la leche en polvo y con sobre precio de 112% de productos alimenticios para el pueblo venezolano. Capturado Álex Saab en 2020 en Cabo Verde, África todavía se encuentra en proceso para su investigación.

#### Política de seguridad y defensa
En julio de 2013 se anuncia la instalación de un sistema antiaéreo en las montañas orientales. El gobierno propuso a finales de marzo una ley de desarme, que entró a discusión en la Asamblea Nacional, para regular y limitar al máximo la posesión, la compra y la venta de municiones y armas a particulares. Esta ley fue promulgada el 16 de junio de 2013. El 22 de septiembre de 2014, el presidente Maduro anunció que su gobierno invertiría $47 millones para la creación de 60 nuevos centros de desarme, y $39 millones para financiar el plan desarme bajo el cual los efectivos de la guardia nacional patrullarán los barrios más peligrosos. Agrupaciones de Colectivos declararon al gobierno de Venezuela que "no iban a participar en el plan de desarme", afirmando que eran grupos involucrados con la Revolución bolivariana y que en su lugar, el gobierno debería centrarse en bandas criminales.
En 2015 inicia el despliegue de la Operación Liberación del Pueblo (OLP), cuyo propósito era responder al incremento de la violencia. Los habitantes de la Cota 905 pidieron a Delcy Rodríguez, a Jorge Rodríguez Gómez, al ministro Jorge Infante y a El Potro Álvarez que prohibieran la entrada de los funcionarios policiales. Los efectivos aceptaron el acuerdo a cambio de que los delincuentes dejaran de usar las bandas delictivas para cometer crímenes. El 25 de agosto de 2017 la Cota 905 fue declarada como “zona de paz”. Como ha ocurrido en otras “zonas de paz”, los funcionarios policiales no pueden ingresar a la localidad a realizar operativos.

#### Relaciones exteriores

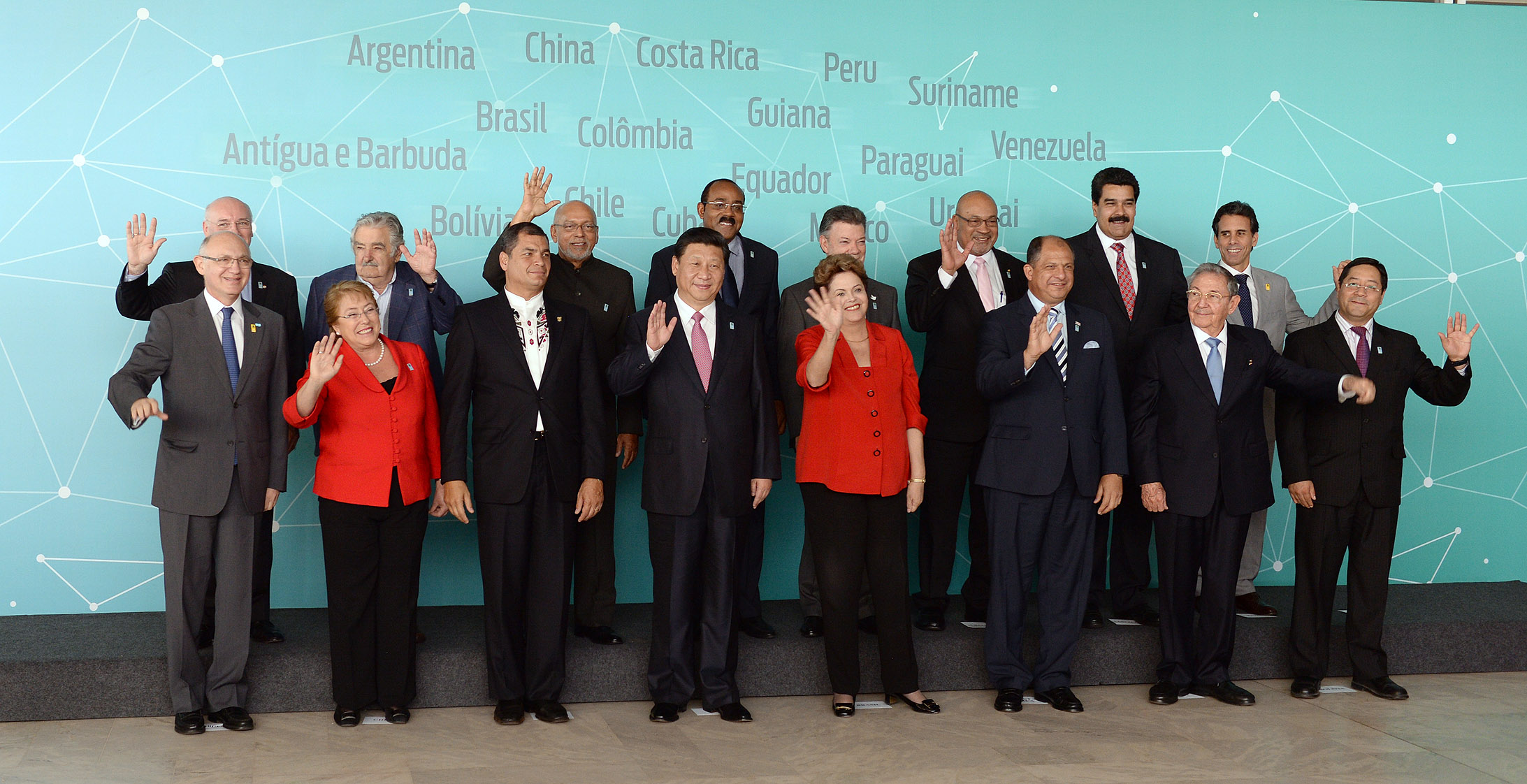
Fotografía oficial de Cumbre China y Líderes de América Latina y el Caribe 2014.

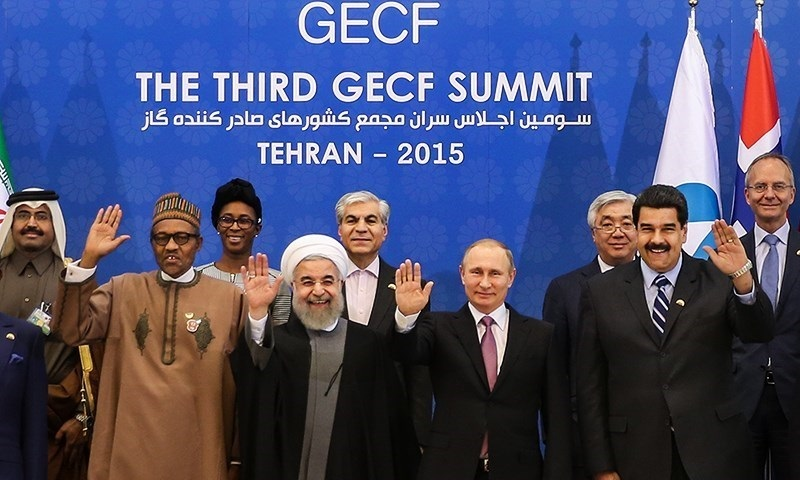
Maduro en un encuentro con su homólogo ruso, Vladímir Putin, Teherán, 2015.

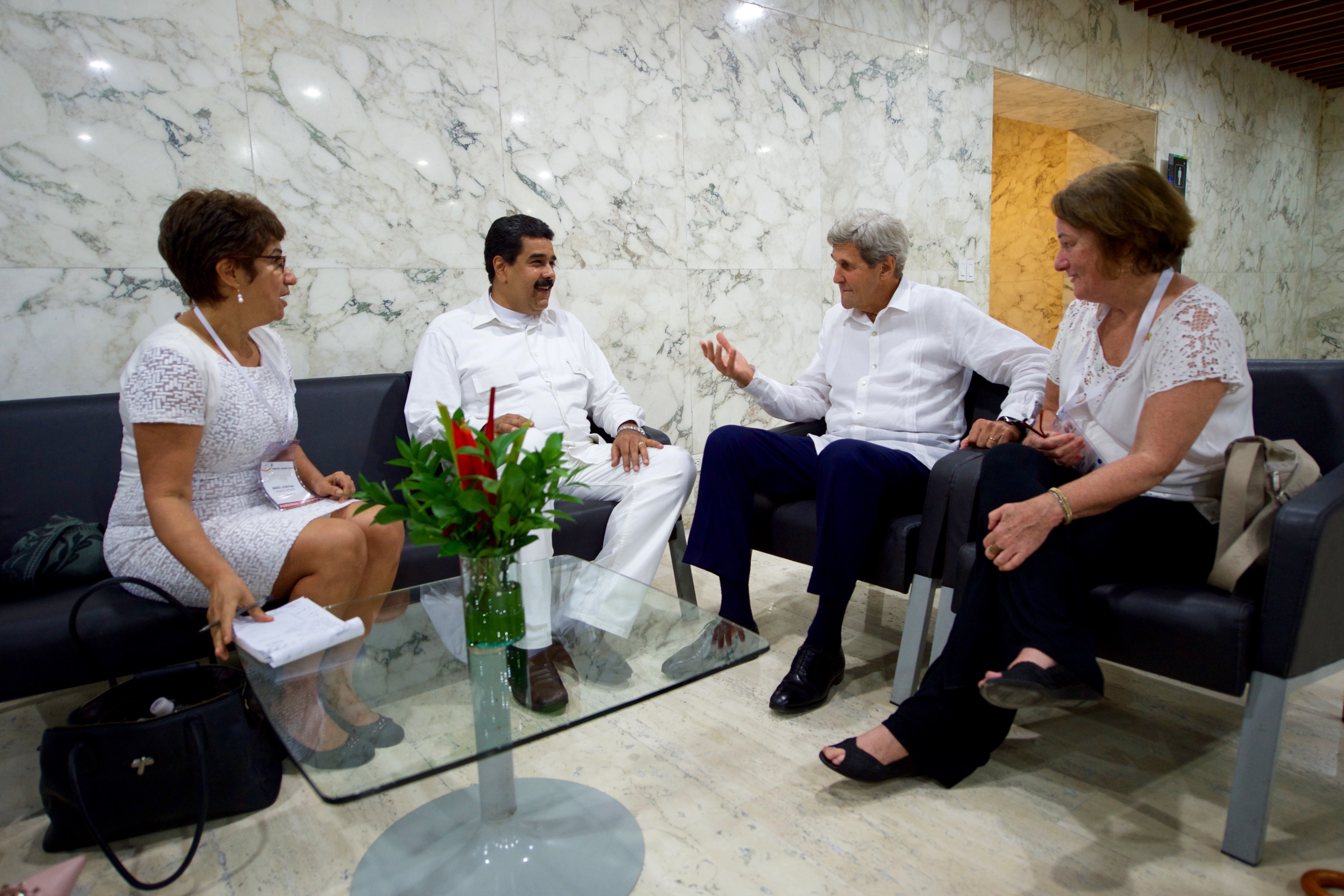
Maduro, y el secretario de Estado de Estados Unidos, John Kerry, 2016.

Durante su gobierno Nicolás Maduro mantiene una línea similar a la de su predecesor Hugo Chávez, tratando de promover el integracionismo y una política de un mundo "multicéntrico y pluripolar". Recibió la presidencia pro tempore del Mercosur en julio de 2013 abogando por reintegrar a Paraguay al Bloque, ofreció asilo a Edward Snowden,[cita requerida] y tuvo breves impases con los gobiernos de Colombia (Crisis diplomática entre Colombia y Venezuela de 2013), Perú y España por diferentes asuntos.
A mediados de junio el presidente Nicolás Maduro inició una gira internacional por varios países de Europa que comenzó en Italia y en la Ciudad del Vaticano, donde fue recibido por el papa, al que Maduro pidió la canonización de José Gregorio Hernández.
El segundo país a visitar fue Portugal, donde asistió a la VIII comisión mixta Portugal-Venezuela. En ella se pactaron 14 acuerdos de cooperación bilateral, principalmente en tecnología, alimentación, salud, deportes y cultura. Finalizó su gira en Francia entrevistándose con el presidente François Hollande. Maduro manifestó su deseo de desarrollar una alianza estratégica antes de fin de año.
Después de la gira, el primer mandatario venezolano asistió al Foro de Países Exportadores de Gas en Moscú. En la cumbre se desarrolló un homenaje al fallecido presidente Hugo Chávez en el teatro Nueva Ópera. Nicolás Maduro aprovechó su visita para anunciar una alianza económica con Rusia.
Nicolás Maduro ha mostrado su apoyo al gobierno de Siria en numerosas oportunidades y se ha opuesto a cualquier intervención en el país.
En marzo de 2014 Nicolás Maduro anunció la ruptura de relaciones diplomáticas con Panamá, luego de que este último país solicitara al Consejo Permanente de la Organización de Estados Americanos (OEA) convocar una reunión de consulta de los cancilleres sobre la situación de Venezuela.

##### Cumbre de las Américas
El 6 de abril de 2015, 33 líderes mundiales emitieron un manifiesto contra el gobierno de Maduro, la llamada Declaración de Panamá, un comunicado para denunciar en la VII Cumbre de las Américas la alteración democrática en Venezuela impulsada por el gobierno de Nicolás Maduro. La declaración también exigió la inmediata liberación de los presos políticos en Venezuela. Entre los antiguos jefes de Estado y de gobierno que se adhirieron al comunicado se encontraron: Jorge Quiroga (Bolivia); Sebastián Piñera (Chile); Andrés Pastrana, Álvaro Uribe y Belisario Betancur (Colombia); Miguel Ángel Rodríguez, Rafael Ángel Calderón Guardia, Laura Chinchilla, Óscar Arias, Luis Alberto Monge (Costa Rica); Osvaldo Hurtado (Ecuador); Alfredo Cristiani y Armando Calderón (El Salvador); el expresidente del gobierno de España, José María Aznar; los expresidentes de México Felipe Calderón y Vicente Fox; Mireya Moscoso (Panamá); Alejandro Toledo (Perú); Fernando de la Rúa (Argentina); Fernando Henrique Cardoso (Brasil); Ricardo Lagos (Chile); Sixto Durán Ballén (Ecuador); Ricardo Martinelli (Panamá); Hipólito Mejía (República Dominicana); Luis Alberto Lacalle (Uruguay); y Jean Chrétien ex primer ministro de Canadá). Del mismo modo, la presidenta de Brasil, Dilma Rousseff, expresó que «Los países que integran Unasur, que participan de la Cúpula, de la Cumbre de Las Américas, tenemos hoy, incluso, el absoluto interés de que haya una mayor liberación, que suelten a los presos, que no haya niveles de violencia en las calles, todos nosotros tenemos ese interés. […] No pensamos que la mejor relación con la oposición sea encarcelar a quienquiera que sea […], si la persona no cometió un crimen, no puede ser encarcelada». La ministra de Comunicación e información del Gobierno de Venezuela, Delcy Rodríguez, calificó esa declaración de algunos exmandatarios como una «vergüenza» por apoyar a quienes el gobierno venezolano considera los responsables de la violencia al mismo tiempo que los invitó a buscar «empleo» y se reunió con los que calificó de víctimas de esos presos.

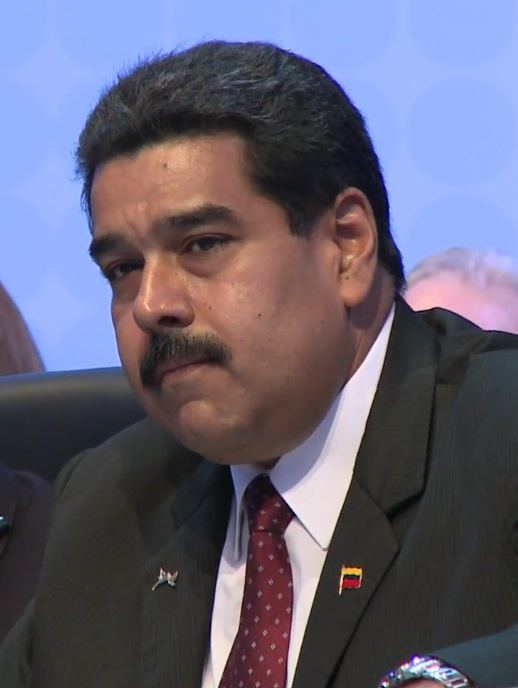
Maduro en la VII Cumbre de las Américas.

Por su parte, el presidente Maduro planteó entregar en la cumbre firmas recolectadas en su país contra el decreto que declara a Venezuela una «amenaza extraordinaria a la seguridad nacional estadounidense». Maduro, según versiones de prensa, habría ordenado a todas las escuelas del país celebrar el «día anti-imperialista» contra los Estados Unidos con diversas actividades del día, incluyendo la «recolección de las firmas de alumnos, maestros, personal administrativo, mantenimiento y personal de cocina». Maduro también habría ordenado la recolección de firmas en instituciones del Estado, en donde algunos trabajadores han denunciado despidos masivos, como represalia en su negativa de acatar la orden del ejecutivo de firmar contra el «decreto de Obama». Por su parte, Roberta S. Jacobson, subsecretaria de Estado para Asuntos del Hemisferio Occidental, comentó que las sanciones «no eran para dañar a los venezolanos o al Gobierno venezolano en su conjunto». Los alegatos para las sanciones contra funcionarios venezolanos, según el departamento de Estado de Estados Unidos recogen: «erosión de las garantías de derechos humanos, persecución de opositores políticos, restricciones a la libertad de prensa, violencia y abusos a los derechos humanos para responder a protestas antigubernamentales, arrestos arbitrarios y detención de manifestantes antigubernamentales y corrupción pública significativa»
 y se aclaró que las sanciones no van dirigidas al país o población en general, sino «de forma específica contra "individuos" de ese país que están atentando gravemente contra los derechos humanos y las libertades de la población». El gobierno venezolano rechaza estas versiones de prensa.[cita requerida] Por su parte, Michel Temer, vicepresidente de Brasil y responsable de la coordinación política de Rousseff, dijo que era "inadmisible que haya presos políticos" en cualquier país de América Latina.
En junio de 2022 Nicolás Maduro es excluido de la 9° Cumbre de las Américas y decide iniciar una gira por Turquía donde se reúne con el presidente Erdogan mientras Joe Biden realizó una teleconversación con Juan Guaidó a quien reconoce como presidente del gobierno interino.

##### Convenios con Irán
Las relaciones comerciales y económicas entre Venezuela e Irán se inició durante el gobierno de Hugo Chávez, desde un principio criticadas; desde 2014 con la crisis petrolera en Venezuela el gobierno a recurrido durante 2020 a la importación desde Irán de petróleo e insumos para la refinación. Los problemas generados en las refinerías del país durante los años 2020 a 2022 por falta de capital de inversión, de mantenimiento y mano de obra calificada, hicieron que el gobierno en mayo de 2022 entregara la Refinería El Palito través de un convenio millonario el mantenimiento y puesta de producción de la planta, en junio Nicolás Maduro y Ebrahim Raisi firman un convenio de cooperación entre Venezuela e Irán a 20 años. A finales de julio se da la noticia que Nicolás Maduro ha cedido un millón de hectáreas cultivables al gobierno de Irán. Esta decisión según la constitución no podía ejecutarse sin la consulta a la población de acuerdo al artículo 13. Desde el convenio en mayo varios cientos de trabajadores han sido despedidos de la refinería el Palito según afirman los sindicatos de trabajadores.
La creación de una empresa de transportes aéreos  Emtrasur para luego invertir en la compra de dos aviones Iraní un Boeing 747-300 matrícula YV3531 con capacidad de 90 toneladas o 600 metros cúbicos, que el 12 de junio de 2022 fuera incautado en Argentina por sospechas de traslado de terroristas y solicitado desde EE. UU.

##### Sanciones internacionales

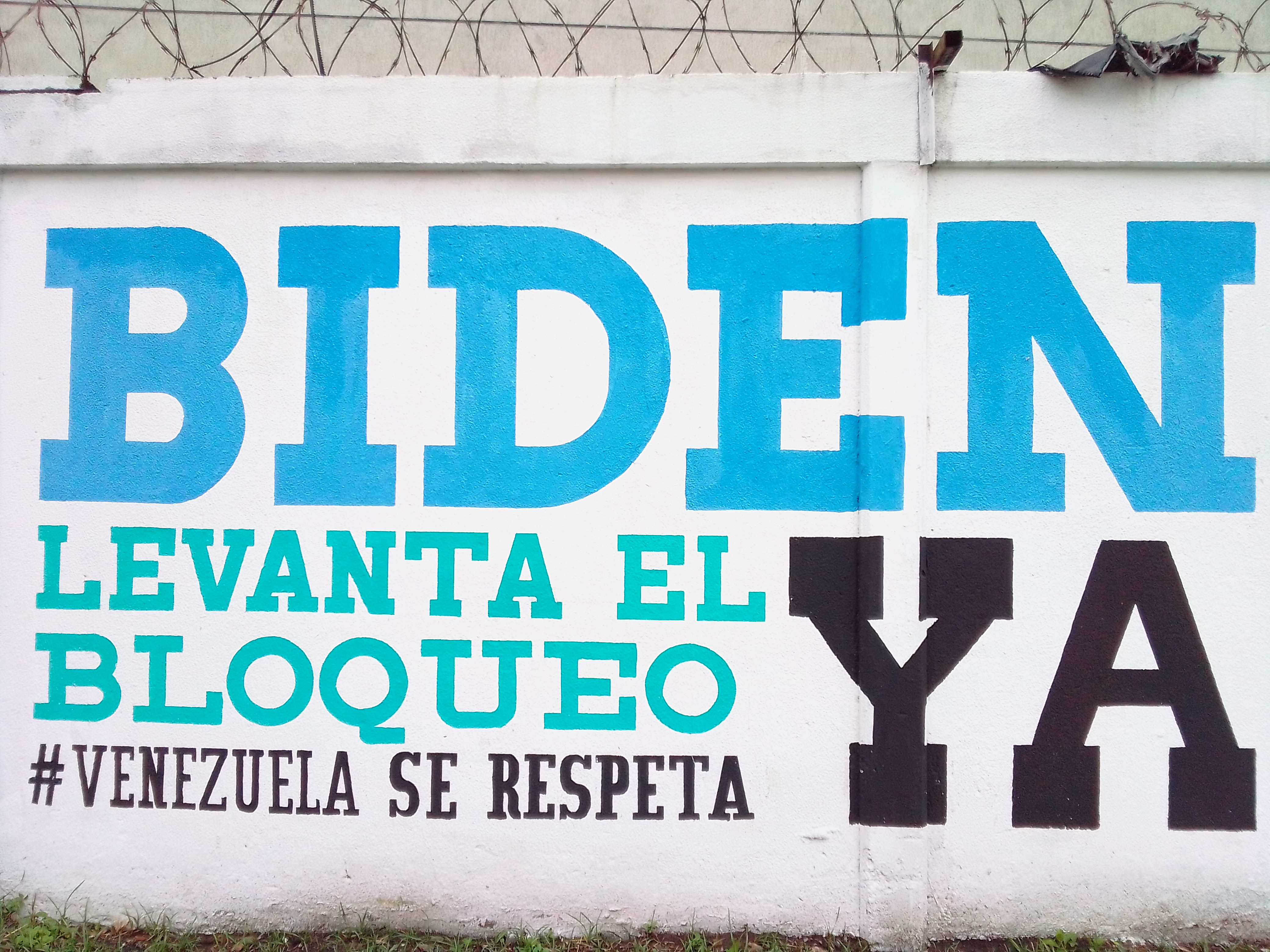
Mural propagandístico en contra de las sanciones

Para el 31 de julio de 2017, un día después de haberse aprobado la Asamblea Nacional Constituyente impulsada por Maduro, el Departamento del Tesoro de los Estados Unidos, penalizó a Nicolás Maduro congelando todos los activos sujetos a la jurisdicción de los Estados Unidos. El 22 de septiembre de 2017 Canadá aplicó una serie de sanciones contra Maduro y una larga lista de funcionarios venezolanos, en donde se ordenaba congelar los activos que estos tuvieran en territorio canadiense y se prohibía a cualquier persona o empresa canadiense realizar negocios con los sancionados.

En 2017 la fiscal general Luisa Ortega Díaz denunció públicamente que Nicolás Maduro estaba implicado en el Caso Odebrecht. Posteriormente el 30 de marzo de 2018, el gobierno de Panamá sancionó a Maduro junto con otros personeros de su gobierno, por ser considerado de:
"alto riesgo en materia de blanqueo de capitales, financiamiento del terrorismo y financiamiento de la proliferación de armas de destrucción masiva".
La medida establece una prohibición de transacciones comerciales o financieras con cualquier empresa o persona en territorio panameño, y ordena además establecer si existiesen personas de otras nacionalidades que pudiesen actuar como personas interpuestas en representación de los venezolanos incluidos en la nómina.
El 26 de marzo de 2020 el fiscal general de los Estados Unidos, William Barr anunció cargos de narcoterrorismo, lavado de dinero y  corrupción contra Nicolás Maduro y otros miembros del gobierno venezolano, ofreciendo una recompensa de quince millones de dólares (US $ 15.000.000,00 dólares) por quien de información para su captura.

### Oposición

##### Crisis política de 2013
Tras las elecciones presidenciales del 14 de abril de 2013, Capriles desconoció el resultado y pidió un conteo del 100% de los votos. Al día siguiente convocó a un cacerolazo en rechazo a la proclamación de Nicolás Maduro como presidente de Venezuela. Asimismo, se extendió el acuartelamiento o la disponibilidad de los oficiales de las policías de los estados y municipales entre, que quedaron bajo el control del Comando Estratégico Operacional de la Fuerza Armada Nacional Bolivariana. En total, hubo nueve muertos.

##### Protestas de 2014
El 23 de enero de 2014 comenzó una campaña opositora llamada "La Salida" con el fin de lograr «encontrar una salida pacífica, democrática y constitucional al gobierno de Nicolás Maduro». Fue impulsada por Leopoldo López, Antonio Ledezma y María Corina Machado, líderes de la Unidad Democrática. Terminó el 18 de febrero de 2014 con la aprensión de Leopoldo López, hecho que desencadenó la oleada de protestas de 2014.
El 12 de febrero de 2014 comenzaron las protestas contra el gobierno presidido por Nicolás Maduro. La razones esgrimidas por los manifestantes fueron el aumento de la delincuencia, la alta inflación y la escasez de productos básicos. La ola de protestas dejó un saldo de 43 fallecidos, más de 486 heridos y 1854 detenidos en 2014, según un informe de la Fiscalía General de la República.

##### Crisis institucional y protestas de 2017
A raíz de la decisión del Tribunal Supremo de Justicia (TSJ) en marzo de 2017, de dictar la decisión N.º 156 mediante la cual se atribuye a sí mismo, despojando las funciones que le correspondían a la Asamblea Nacional (AN) y extiende los poderes del presidente Nicolás Maduro, se originó una nueva oleada de protestas. La oposición volvió a las calles el 1 de abril con nuevas peticiones después de cinco meses de ausencia, recordando que el 26 de octubre de 2016 fue la última convocatoria de la Mesa de la Unidad Democrática en rechazo a la suspensión del referéndum revocatorio. Caracas fue el centro de una gran manifestación de la alianza. La Guardia Nacional Bolivariana y la Policía Nacional Bolivariana reprimió con bombas lacrimógenas y perdigones. El 5 de abril de 2017, la ministra de Relaciones Exteriores, Delcy Rodríguez, acudió a la Organización de Estados Americanos a defender al Gobierno venezolano y aseguró que las fuerzas policiales actuaron «no para reprimir, sino para evitar que se expandiera la violencia».
El 5 de julio de 2017 se produjo el asedio de la Asamblea Nacional entre miembros y empleados de la Asamblea Nacional, mayoritariamente por partidarios del gobierno, liderados por los periodistas oficialistas Oswaldo Rivero y Luis Hugas. El Mercosur consideró que el episodio «constituye un avasallamiento del Ejecutivo sobre otro Poder del Estado», e instaron al gobierno «a poner fin inmediatamente a todo discurso y a todas las acciones que incentiven una mayor polarización.»
Los líderes de la oposición y gran parte de su base de apoyo civil argumentan que las manifestaciones contra el Gobierno se mantendrán hasta la salida del Gobierno venezolano o hasta que se cumplan una serie de metas con la que ideólogos de la oposición esperan pueda tener lugar una "transición democrática". Sin embargo las protestas se fueron diluyendo hacia agosto de 2017.

#### Crisis política de 2019-2023
El 10 de enero de 2019, minutos después de que Nicolás Maduro prestara juramento ante el Tribunal Supremo de Justicia de Venezuela para el periodo presidencial 2019-2025, y no ante la Asamblea Nacional tal como lo ordena la Constitución el Consejo Permanente de la Organización de Estados Americanos, aprobó una resolución en la que se declara ilegítimo a Maduro como presidente de Venezuela. La oposición venezolana declara que es un "gobierno de facto".
A principios de 2019, la Asamblea Nacional declara que Maduro estaba usurpando el cargo del presidente de acuerdo con el artículo 233 de la Constitución. Acto seguido, nombra a Juan Guaidó como presidente interno. Guaidó fue reconocido por más de cincuenta países como Presidente encargado de Venezuela.
El 30 de abril de 2019, se produjo un alzamiento militar en las afueras de la base aérea La Carlota, en Caracas, con la presencia de Leopoldo López y Juan Guaidó.
El 5 de enero de 2020, Juan Guaidó y el equipo de su junta directiva junto a la mayoría de diputados opositores, se dirigían al Palacio Federal Legislativo y un grupo de efectivos de la Guardia Nacional Bolivariana (GNB) y de la Policía Nacional Bolivariana (PNB) les obstaculizaron el paso para que no llegaran, mientras en el Palacio Federal Legislativo Luis Parra era juramentado como presidente de la Asamblea. El 7 de enero de 2020, Juan Guaidó junto con un grupo amplio de diputados opositores logró retomar el poder de la Asamblea Nacional.

#### Acuerdos de Barbados
El 17 de octubre de 2023 el gobierno de Maduro y la Plataforma Unitaria firman en Bridgetown (Barbados) en medio del contexto de la suavización de las Sanciones económicas y el fin del veto estadounidense al gas y crudo venezolanos.
Tras la firma de los Acuerdo de Barbados, inhabilitó a través de la Corte Suprema a la precandidata María Corina Machado, similar al gobierno oficial. Después de eso, las sanciones estadounidenses se volvieron a aplicar bajo la Presidencia de Joe Biden declarando que Maduro violó dicho acuerdo.Maduro aseveró que "Ganarán estas elecciones por las buenas o por las malas".

## Imagen pública

### A nivel nacional

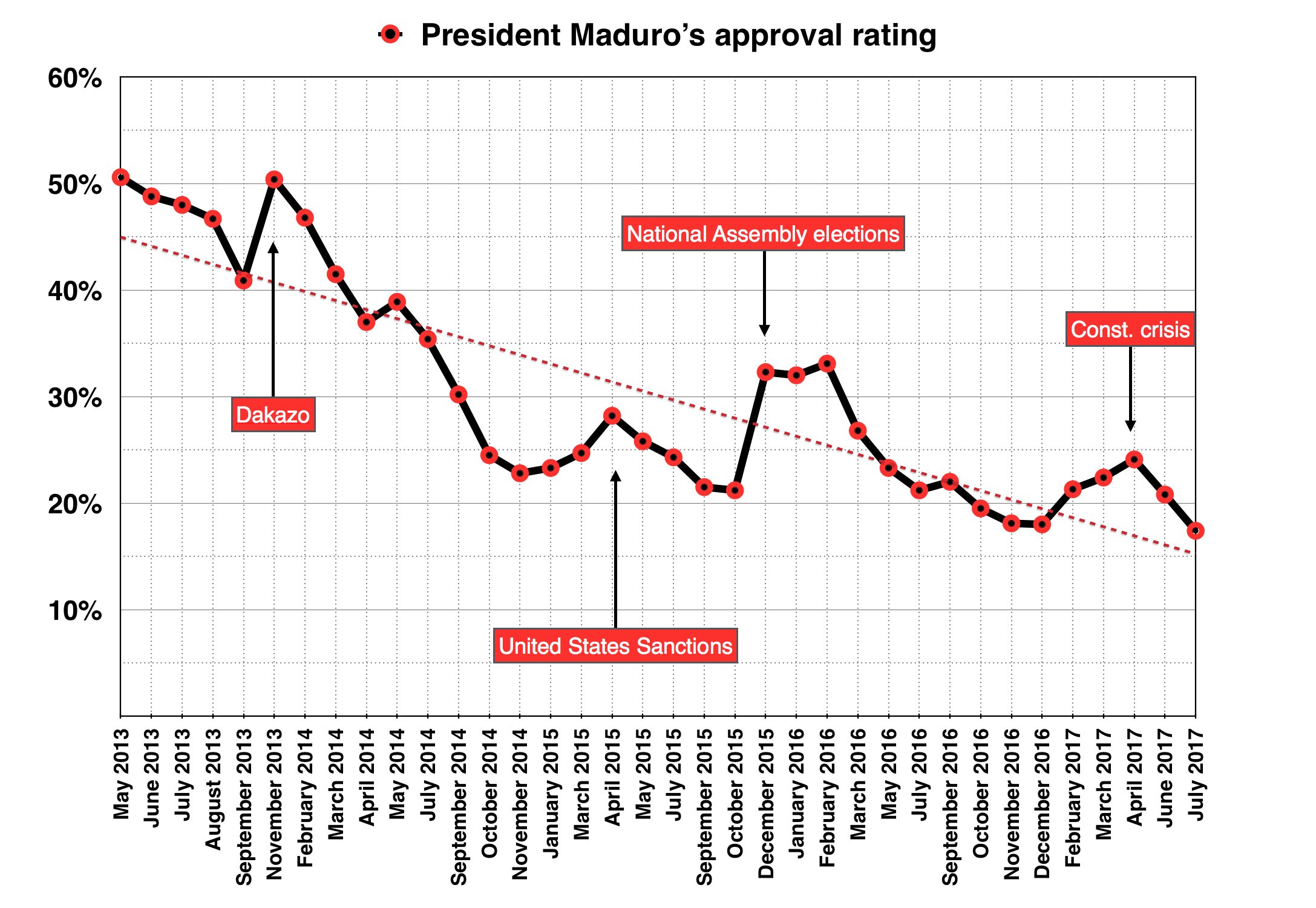
Nivel de aceptación del presidente Maduro.

En octubre de 2013, el nivel de aprobación de Maduro se ubicaba entre 45 y 50 % en donde Reuters afirma que se debía posiblemente a la aprobación heredada por Hugo Chávez. Un año más tarde, en octubre de 2014, el nivel de aprobación de Maduro era de 24.5 % de acuerdo con Datanálisis. En noviembre de 2014, encuestas realizadas por Datanálisis indicaba que más del 66 % de los venezolanos opinaban que Maduro no finalizaría sus seis años de mandato, representando a partidarios del gobierno un 25 % quienes pensaban que Maduro debería renunciar. Sin embargo, Simón Cordova Diputado al Parlatino por el Movimiento Bastión Revolucionario 200 4-Fases y director de la encuestadora International Consulting Services (ICS), afirma que para octubre del mismo año un 53,2 % de los venezolanos evaluó como positiva la gestión del presidente Maduro.
Para 2015 la caída en su popularidad debido a la crisis económica no se podía ocultar. Una encuesta de Datanálisis publicada en agosto de 2015 arrojó que el 70,4% de los ciudadanos evalúa de forma negativa la gestión del presidente, también indicaba que el 57,7% de los potenciales votantes apoyaría a la oposición en los comicios parlamentarios del 6 de diciembre, elecciones que Maduro terminó perdiendo. Una encuesta de julio de 2016 indicaba que El 80% de los venezolanos deseaba que Nicolás Maduro dejara el poder.
Para 2017 la popularidad de Maduro cae a 20,8% entre otros motivos por la represión de las protestas de 2017. En febrero de 2018 una encuesta arrojaba un rechazo a la gestión del presidente de un 75%. Ese es uno de los motivos de por qué ha sido tan polémica su victoria en las elecciones presidenciales de ese año. En agosto de 2019, en medio de la crisis presidencial que atraviesa el país, otra encuesta de Datanálisis indicaba que el 82,2% de los encuestados quería que Maduro abandonara el poder antes de que terminara 2019. Para 2021, una encuesta de IPSOS sobre percepción de gestión gubernamental, arrojó que el presidente de Venezuela obtuvo sólo un 6% de aprobación de su imagen, por lo que Maduro ostenta primer lugar de rechazo en América Latina.

### A nivel internacional
En 2025, una encuesta de Datum compartida por El Comercio señaló que el 70% de los 1200 encuestados peruanos calificaron a Maduro como dictador. Además, el 58% de los encuestados señaló que tiene una mala influencia sobre su país.

## Controversias

### Lugar de nacimiento y nacionalidad
El lugar de nacimiento y la nacionalidad de Nicolás Maduro han sido cuestionadas en múltiples ocasiones al no existir un libro de registro público venezolano que demuestre su lugar de nacimiento. argumento que ha sido usado para afirmar que Maduro no puede ejercer la presidencia, dado que el artículo 227 de la constitución venezolana establece que «Para ser elegido presidente o presidenta de la República se requiere ser venezolano o venezolana por nacimiento, no poseer otra nacionalidad, ser mayor de treinta años, de estado seglar y no estar sometido o sometida a condena mediante sentencia definitivamente firme y cumplir con los demás requisitos establecidos en esta Constitución». Tras su triunfo en las elecciones presidenciales de 2013, que le dieron el triunfo, diputados opositores advirtieron que investigarían la presunta doble nacionalidad de Maduro.
Para 2014, oficiales gubernamentales dieron a conocer cuatro parroquias diferentes como lugares de nacimiento de Nicolás Maduro. El gobernador del estado Táchira José Vielma Mora aseguró que Maduro nació en el sector El Palotal de San Antonio del Táchira en la frontera nacional con Colombia y que tenía familiares que viven en las poblaciones de Capacho y Rubio. En junio de 2013, dos meses después de asumir la presidencia, Maduro afirmó en una rueda de prensa en Roma que había nacido en Caracas, en Los Chaguaramos, en la parroquia San Pedro. Durante una entrevista con una periodista española, también en junio de 2013, Elías Jaua afirmó que Maduro nació en la parroquia El Valle, en el municipio Libertador de Caracas. El diputado opositor Abelardo Díaz indicó haber revisado el registro civil de El Valle, sin conseguir ningún documento, al igual que la referencia ofrecida por Vielma Mora sin encontrar pruebas ni aportes documentales que pudieran comprobarla. En octubre de 2013 Tibisay Lucena, como presidente del Consejo Nacional Electoral, aseguró en el programa de Globovisión Vladimir a la 1 que Nicolás Maduro nació en la parroquia La Candelaria, en Caracas, y mostró copias del libro de presentación del registro de todos los niños que nacieron el día en el que presuntamente nació Maduro. En abril de 2016, durante una cadena nacional de radio y televisión, Maduro ratificó que nació en Los Chaguaramos, específicamente en Valle Abajo, agregando que fue bautizado en la iglesia San Pedro.
En 2016 un grupo de venezolanos le pidió a la Asamblea Nacional investigar si Nicolás Maduro era colombiano en una carta difundida y dirigida al presidente de la Asamblea Henry Ramos Allup que justifica la solicitud en las "razonables dudas que existen en torno a los verdaderos orígenes de Maduro, debido a que, hasta la fecha, se ha negado a exhibir su partida de nacimiento". Los 62 peticionarios, entre quienes están el exembajador Diego Arria, el empresario Marcel Granier y exmilitares opositores, aseguran que según la Constitución colombiana el mandatario es "colombiano por nacimiento", al ser "hijo de madre colombiana y por haberse residenciado" en el país vecino "durante su juventud". El mismo año varios exmiembros de distintas directivas del CNE enviaron una carta a Tibisay Lucena solicitándole que se “exhiban públicamente, en un medio impreso de circulación nacional, los documentos que acreditan el estricto cumplimiento de los artículos 41 y 227 de la Constitución de la República Bolivariana de Venezuela, es decir, la partida de nacimiento y el Certificado de Nacionalidad Venezolana por Nacimiento de Nicolás Maduro Moros, a fin de constatar si él es venezolano por nacimiento y sin otra nacionalidad”. El documento refiere que la actual presidenta del CNE incurre en “un grave error, e incluso una irresponsabilidad, cuando afirma que el tema de la nacionalidad de Maduro ‘no es un lema del Consejo Nacional Electoral’” y los firmantes también hacen referencia a los cuatro momentos diferentes en los cuales distintas políticos han adjudicado cuatro diferentes lugares de nacimiento como oficiales.
El Diario Las Américas afirmó tener acceso a las inscripciones de nacimiento de Teresa de Jesús Moros, madre de Nicolás Maduro, y de José Mario Moros, tío del presidente venezolano, inscritos ambos en la iglesia parroquial de San Antonio de Cúcuta, Colombia. Diputados opositores han asegurado que la partida de nacimiento de Maduro debe decir obligatoriamente que es hijo de madre colombiana y que eso representaría una prueba que confirmaría que el presidente tiene doble nacionalidad y que no puede ejercer el cargo según el artículo 41 de la constitución. La diputada Dennis Fernández ha encabezado una comisión especial que investiga los orígenes del mandatario, afirmando que “la madre de Maduro es ciudadana colombiana” y que Maduro también sería colombiano. El investigador, historiador y exdiputado a Walter Márquez aseguró meses después de los comicios presidenciales que la madre de Maduro nació en Colombia y no en Rubio, estado Táchira. Márquez también ha afirmado que Maduro “nació en Bogotá, de acuerdo con los testimonios verbales de personas que lo conocieron de niño en Colombia y a las investigaciones documentales que hicimos” y que “son más de 10 testigos que corroboran esta información, cinco de ellos viven en Bogotá”.

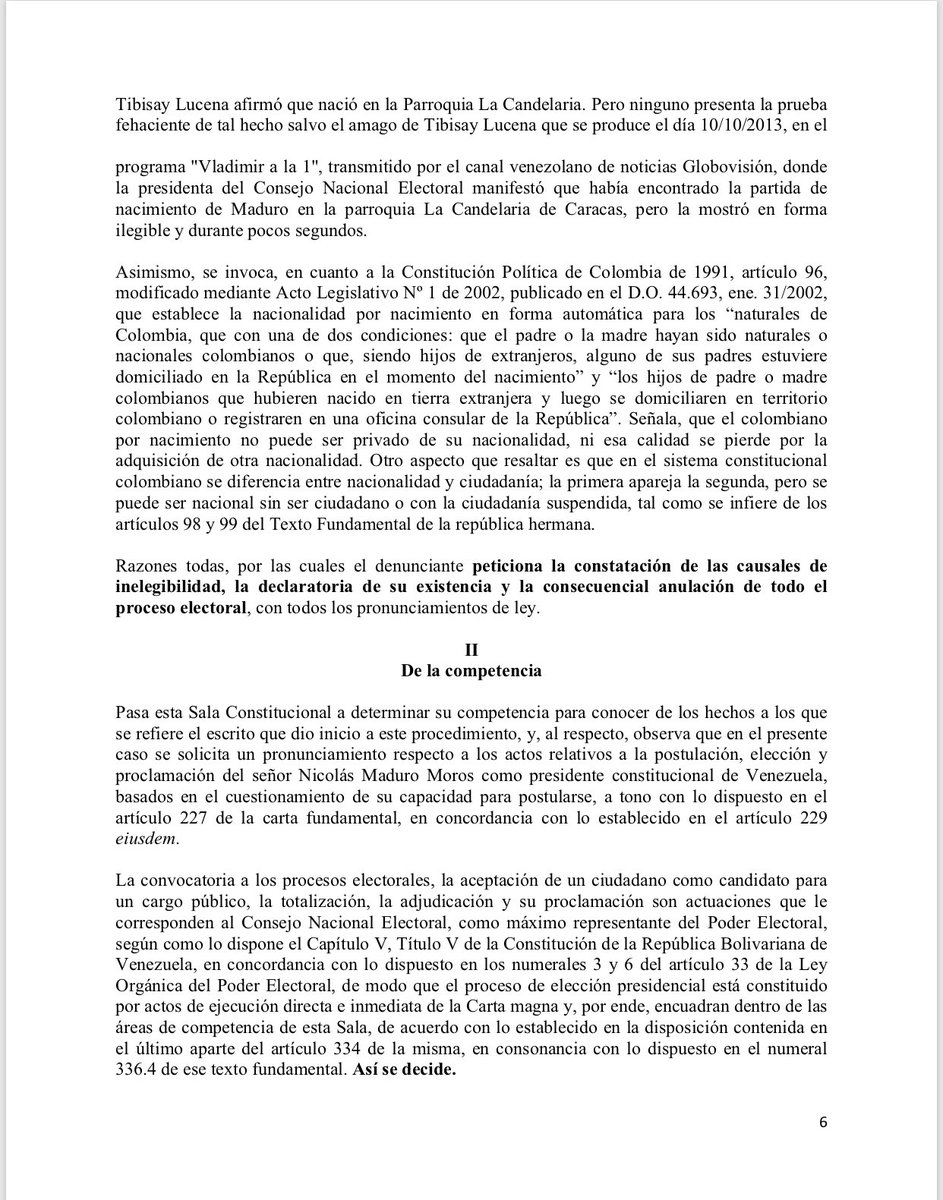
Decisión del TSJ en el exilio que anula las elecciones presidenciales de 2013 y exige a la presidencia y al CNE remitir la copia certificada de partida de nacimiento de Nicolás Maduro, así como la renuncia a su nacionalidad colombiana.

El 28 de octubre de 2016 el Tribunal Supremo de Justicia emitió una sentencia que señala que según pruebas «incontrovertibles» tienen «absoluta certeza» de que Maduro nació en Caracas, en la parroquia la Candelaria, para entonces Departamento Libertador del Distrito Federal, el 23 de noviembre de 1962. El fallo no reproduce el acta de nacimiento de Maduro, pero cita una comunicación firmada el 8 de junio por la vicecanciller de Colombia, Patti Londoño Jaramillo, donde precisa que “no se encontró información relacionada, ni registro civil de nacimiento, ni cédula de ciudadanía que permita inferir que el presidente Nicolás Maduro Moros sea un nacional colombiano”. El tribunal advirtió a los diputados de la Asamblea Nacional y a la ciudadanía "que sembrar dudas sobre los orígenes del presidente" puede “acarrear las correspondientes consecuencias penales, civiles, administrativas y, de ser el caso, disciplinarias” por "atentar contra el Estado".
El 11 de enero de 2018 el Tribunal Supremo de Justicia en el exilio decretó la nulidad de las elecciones presidenciales de 2013 después de que el abogado Enrique Aristeguieta Gramcko presentara pruebas sobre la presunta inexistencia de condiciones de inelegibilidad de Nicolás Maduro para ser electo y para ejercer el cargo de la presidencia. Aristeguieta argumentó en el recurso que, según el artículo 96, literal b, de la Constitución Política de Colombia, Nicolás Maduro Moros, aún en el supuesto no demostrado de haber nacido en Venezuela, es “colombiano por nacimiento” por ser hijo de madre colombiana y por haberse residenciado en dicho territorio durante su juventud. La Sala Constitucional admitió la demanda y exigió a la presidencia y al CNE remitir una copia certificada de la partida de nacimiento del presidente, además de su renuncia de la nacionalidad colombiana. En marzo de 2018 el expresidente colombiano Andrés Pastrana hizo referencia a la cédula de bautismo de la madre de Maduro, señalando que el documento divulgado reitera el origen colombiano de la madre del mandatario.

### Conspiraciones
Al igual que Fidel Castro, el presidente Maduro y miembros de su comitiva han dado a conocer, en reiteradas oportunidades, supuestos intentos de magnicidio. En un período de quince meses, tras las elecciones presidenciales, se denunciaron trece supuestos actos de magnicidio. Maduro es «el mandatario que ha denunciado más intentos de golpe de Estado en la menor cantidad de tiempo posible». En su programa La Hojilla, Mario Silva, reconocido comunicador del principal canal del estado, expresó que el presidente Maduro habría recibido trece millones de ataques psicológicos. Sin embargo, analistas comentan que Maduro podría estar usando las denuncias como "cortina de humo para distraer la atención de las causas reales" de algunos problemas que enfrenta su gobierno. A continuación, se citan algunas:

### Acusaciones
| Fecha                    | Conspiración | Referencia(s)                   |
| ------------------------ | --- | ------------------------------- |
| 26 de julio de 2013      | Diosdado Cabello, presidente de la Asamblea Nacional de Venezuela, afirma que existe un plan para asesinarlo a él y al presidente Nicolás Maduro. Anuncia que hará una denuncia formal "en su momento". | [cita requerida]                |
| 26 de agosto de 2013     | Detención de ciudadanos colombianos por supuesta vinculación a un intento de magnicidio contra Nicolás Maduro. El gobierno venezolano atribuye la autoría intelectual al expresidente colombiano Álvaro Uribe. | [ 292 ]                         |
| 29 de agosto de 2013     | Nicolás Maduro se refiere a un supuesto plan para asesinarlo en simultáneo con un ataque sobre Siria, expresando "el plan era eliminarme a mí en simultáneo con Siria". | [ 293 ]                         |
| 3 de mayo de 2013        | Maduro se promulgó acerca de un posible plan de magnicidio presidido por el expresidente Álvaro Uribe, y el Subsecretario de Estado para Asuntos del Hemisferio Occidental Roger Noriega. | [cita requerida]                |
| 28 de agosto de 2014     | El gobierno acusa a María Corina Machado de estar detrás de un intento de magnicidio. Presentan correos electrónicos como prueba, pero Google desmiente su veracidad. | [ 294 ] [ 295 ]                 |
| 25 de mayo de 2014       | Maduro denuncia otro plan de magnicidio supuestamente liderado por María Corina Machado y el embajador de Estados Unidos en Colombia, Kevin Whitaker. | [ 296 ]                         |
| Diciembre de 2014        | Durante la XII Cumbre de la Alianza Bolivariana para los Pueblos de Nuestra América (ALBA), el mandatario venezolano expresó que tenía "nombre, apellido, todo" acerca de exfuncionarios policiales venezolanos radicados en el exterior que buscaban asesinarlo. Sin embargo, no especificó detalles de los implicados. | [ 297 ]                         |
| 13 de diciembre de 2014  | Maduro acusó a José María Aznar de provocar la muerte de 1 200 000 iraquíes, debido a que durante el gobierno de Aznar España se unió a la coalición internacional encabezada por Estados Unidos contra Irak. | [ 298 ] [ 299 ]                 |
| 12 de febrero de 2015    | Revelación de "Golpe Azul", Maduro dio a conocer un video en donde se demostraba otra supuesta conspiración en su contra, en lo que Maduro denominó "atentado golpista contra la democracia y la estabilidad de nuestra Patria", y que estarían supuestamente involucrados oficiales de la Aviación, quienes usarían un "tucano" traído del exterior, para bombardear el Palacio de Miraflores, Ministerio de la Defensa, sede del canal Telesur, entre otros objetivos. El Plan habría sido supuestamente orquestado "desde Washington". 7 oficiales de la Fuerza Aérea Venezolana fueron detenidos por esos hechos incluyendo varios capitanes, coroneles y tenientes. Foro Penal Venezolano denunció que los imputados eran presos políticos y que fueron condenados sin pruebas, y su director Alfredo Romero describió la sentencia como «arbitraria». | [ 300 ] [ 301 ]                 |
| 20 de febrero de 2015    | El alcalde de Caracas, Antonio Ledezma fue apresado por el Servicio Bolivariano de Inteligencia Nacional (SEBIN) y en un discurso Maduro aseguró que "El Antonio Ledezma que hoy fue capturado por orden del Ministerio Público Nacional y va a ser procesado por la Justicia venezolana para que responda por todos los delitos cometidos contra la paz del país, la seguridad, la Constitución". Por su parte, Human Rights Watch (HRW) en su vocero José Miguel Vivanco comentó "Sin pruebas sobre cualquier crimen que haya cometido, el alcalde nunca debió haber sido apresado y debería ser liberado inmediatamente. De lo contrario, estaremos delante de un nuevo caso de detención arbitraria contra opositores, en un país en donde no hay independencia judicial". El gobierno venezolano argumentó que fue detenido por orden judicial a petición de la Fiscalía bajo cargos de conspiración. | [ 302 ] [ 303 ] [ 304 ] [ 305 ] |
| 24 de marzo de 2015      | Maduro denunció que el secretario general del Partido Socialista Obrero Español (PSOE) y expresidente del Gobierno Español Felipe González estaría detrás de otro golpe contra su presidencia y Estado debido a que González se ofreció a defender a dirigentes opositores presos, lo que el gobierno venezolano consideró era una injerencia en asuntos internos de Venezuela. | [ 306 ] [ 307 ]                 |
| Fecha no especificada    | Edgar Hernández, quien afirma fue agente del Servicio Bolivariano de Inteligencia (SEBIN) durante 8 años, comenta que supuestamente se había planificado un montaje para “simular un atentado contra Nicolás Maduro en Panamá al momento en que se encontrara en la reunión Cumbre”, con el fin de "captar toda la atención en la Cumbre de las Américas". | [ 308 ] [ 309 ]                 |
| 27 de junio de 2018      | Publicación en Bloomberg Bussinesweek sobre el mayor intento de golpe de Estado en los últimos cinco años en Venezuela, involucrando a los cuatro componentes de las Fuerzas Armadas. | [ 310 ]                         |
| 21 de septiembre de 2018 | Ángela Lisbeth Espósito Carrillo, directora de la ONG Fundanimal, es detenida por el Servicio Bolivariano de Inteligencia (SEBIN). Acusada en el intento de magnicidio contra Nicolás Maduro en agosto de 2018, Operación Fénix, es condenada a 24 años de prisión sin pruebas concluyentes de su participación. Espósito, encargada de cuidar mascotas de perseguidos políticos, cae en desgracia tras ayudar a una mujer que le solicitó hospedaje para un joven involucrado en el caso de los drones. El 18 de diciembre de 2019, durante una audiencia, Espósito declara su dedicación a la protección animal y niega cualquier acto terrorista. El SEBIN la acusa de ocultar a Henryberth Enmanuel Rivas Vivas, alias Morfeo, realizar cambios físicos en su apariencia y facilitar su fuga. En su defensa, Espósito relata su detención sin orden de allanamiento y su posterior trato en El Helicoide, describiendo violaciones de derechos y garantías. Su abogado, Gustavo Croquer, argumenta la falta de evidencia sólida para su condena, destacando la distinción entre hospedaje y encubrimiento y cuestionando la acusación de financiamiento al terrorismo. | [ 311 ]                         |
| 24 de septiembre de 2018 | El Gobierno venezolano anuncia una investigación sobre la "presunta complicidad" de funcionarios de las embajadas de México, Colombia y Chile en Venezuela en el atentado contra Nicolás Maduro ocurrido el 4 de agosto. Según la Cancillería venezolana, estos funcionarios habrían prestado colaboración a los implicados en el atentado. Colombia, Chile y México rechazan estas acusaciones, calificándolas de infundadas. El atentado, en el que Maduro salió ileso y se usaron drones cargados con explosivos, dejó 7 heridos. Hay 28 detenidos por el incidente, incluyendo al diputado opositor Juan Requesens. Venezuela solicita la extradición de Julio Borges y otras personas a Colombia, Estados Unidos y Perú. | [ 312 ]                         |

La Fiscalía y el ejecutivo ha presentado ciertas acusaciones de conspiraciones sin poder resaltar los hechos punibles ante los tribunales.
| Fecha                                     | Acusaciones | Referencia(s) |
| ----------------------------------------- | --- | ------------- |
| Fecha no especificada, hasta mayo de 2023 | El fiscal general de Venezuela, Tarek William Saab, informa sobre la detención de 31 personas implicadas en conspiraciones para un golpe de Estado y magnicidio contra Nicolás Maduro. Los detenidos incluyen periodistas, exmilitares, abogados y activistas de Derechos Humanos, acusados de traición a la patria, homicidio intencional calificado en grado de tentativa, terrorismo y asociación. Entre los planes desarticulados se incluye el secuestro y asesinato de Maduro y el ministro de Defensa, Vladimir Padrino. Además, se menciona la operación "Brazalete Blanco", dirigida a desestabilizar Táchira, Barinas y Caracas. Órdenes de captura emitidas contra varios sospechosos, incluyendo la periodista Sebastiana Barráez y la abogada de Derechos Humanos Tamara Suju. | [ 313 ]       |
| 20 de enero de 2024                       | Nicolás Maduro, acusa a la oposición de planear "atentados terroristas" en el contexto de las elecciones presidenciales programadas para el segundo semestre del año. Durante un acto de trabajadores en el estado Bolívar, Maduro, sin responsabilizar directamente a nadie, sugiere que la oposición prepara intentos de golpes de Estado y protestas violentas, además de ataques contra la electricidad y los servicios públicos. En el mismo evento, los trabajadores expresan su apoyo a la posible reelección de Maduro, quien califica de "prematuro" discutir dicho tema. Maduro también anuncia la activación de la 'Furia Bolivariana', un plan de defensa nacional contra posibles actos terroristas, involucrando a civiles, militares y policías para "defender el derecho a la paz". Pide vigilancia ante cualquier agresión interna o externa al ministro de Defensa, Vladimir Padrino, y al comandante estratégico operacional de la Fuerza Armada Nacional Bolivariana (FANB), Domingo Hernández Lárez. | [ 314 ]       |
| 22 de enero de 2024                       | El Ministerio Público de Venezuela anuncia el arresto de 32 personas, incluyendo civiles y militares, acusados de "traición a la patria" y relacionados con cinco supuestas conspiraciones para asesinar al presidente Nicolás Maduro, con presunto apoyo de Estados Unidos. Según el fiscal general Tarek William Saab, los detenidos confesaron y revelaron información sobre los planes contra la sociedad venezolana. Adicionalmente, se emitieron órdenes de captura contra 11 individuos, incluyendo activistas de derechos humanos, periodistas y militares en el exilio. El ministro de Defensa, general Vladimir Padrino, también era un supuesto objetivo del magnicidio. Padrino mencionó que las operaciones contra estas tramas se mantuvieron secretas debido a las conversaciones entre Maduro y Estados Unidos. Nicolás Maduro exige la "máxima pena" para los detenidos y ordena al ministro de Defensa degradar y expulsar a los militares acusados. Los planes denunciados incluyen un atentado contra la vida de Maduro y Padrino, actividades de espionaje y terrorismo, y la operación "Brazalete Blanco" que buscaba atentar contra Maduro a principios de año. En un video divulgado, uno de los inculpados vincula a la dirigente opositora María Corina Machado con el plan. | [ 315 ]       |
| 12 de febrero de 2024                     | Rocío San Miguel, activista y presidenta de la ONG Control Ciudadano, es detenida en el aeropuerto internacional de Maiquetía, acusada de estar vinculada con la conspiración "Brazalete Blanco", un plan para asesinar a Nicolás Maduro y otros altos funcionarios. Amnistía Internacional exige su liberación inmediata, respetando la medida de protección dictada por la CIDH en 2012. San Miguel había sido despedida de su cargo público en 2004 tras apoyar un referendo revocatorio contra Hugo Chávez, ganando un caso en la Corte IDH en 2018 por violación de derechos políticos y de expresión. La ONG Foro Penal registra 261 presos políticos en Venezuela. | [ 316 ]       |

#### Atentado de Caracas de 2018
El 4 de agosto de 2018, en Caracas, Maduro se encontraba dando un discurso en un acto por la conmemoración de los 81 años de la creación de la Guardia Nacional Bolivariana (GNB), cuando se produjo una explosión de un dron cargado con el explosivo C-4. El presidente resultó ileso, pero se registraron siete heridos de efectivos pertenecientes a la GNB.

### Insultos
En agosto de 2021, antes y después de iniciarse el diálogo y la firma del memorándum de entendimiento en la Ciudad de México, Maduro atacó públicamente a su contrincante Juan Guaidó.
Durante la tragedia de lluvias en el Estado Mérida la organización Caritas se hizo presente para la donación de ayuda humanitaria encontrando como obstáculo a funcionarios que impidieron el paso de ayuda humanitaria al estado. La Conferencia Episcopal de Venezuela rechazó el bloqueo y le exigió a la Guardia Nacional permitir el paso. A raíz de aquello, Nicolás Maduro respondió con una serie de insultos contra la Iglesia católica, acusándolos de ser "diablos con sotana" e indicó que supuestamente el pueblo "no los quiere, los rechaza".
En una transmisión en directo a través del canal estatal, Maduro catalogó a los observadores internacionales de la Unión Europea como "espías", luego de que la misión presentara su informe preliminar días después de haberse celebrado las elecciones regionales.
El 26 de marzo de 2024 luego que Colombia y Brasil criticaron al gobierno de Venezuela por impedir la inscripción de candidatos. En respuesta Nicolás Maduro protestó por ser un acto de grosera Injerencia y trató de cobardes a sus representantes:"Los gobiernos de derecha y de la izquierda cobarde callan, no son capaces de condenar los golpes, los intentos contra la revolución, contra la paz, callan de manera cómplice." En junio de 2024 inició la campaña electoral, Nicolás impuso un nuevo estilo de mencionar a la oposición, donde prometió aumentar la producción de petróleo, una granja de energía solar para el Vigía y anunció el acuerdo de un nuevo plan con China y Turquía para construir parques de energía solar y llevarlos al edo. Mérida, en la gran mayoría de mítines los tildaba de "Patarucos" como su bandera de campaña, dejando de lado el grave insulto de vendepatrias. Maduro se hace llamar "gallo fino" pero es Antonio Ecarri, quien llama al aspirante oficialista "gallo correlón" con algunas preguntas que le hace y que no responde.
El 19 de julio de 2024 se viraliza un video en el que Maduro, durante un encuentro con simpatizantes, asegura que de no ganar, habrá un «baño de sangre»; atentando contra la normativa electoral haciendo una violación de las normas, al realizar propaganda de guerra. El mensaje se volvió internacional al insultar en su mensaje al presidente Javier Milei (lo llamó un «malparido») y mencionar al presidente Daniel Noboa de Ecuador. Nicolás Maduro llamo malparido a Milei presidente de Argentina y le respondieron desde Argentina. El gobierno argentino replicó las declaraciones al día siguiente que lo va a sacar a patadas.
El 10 de enero de 2025, durante su autoproclamación, Maduro durante su breve mensaje criticó con dureza a Javier Milei, a quién calificó de "nazi sionista y sádico social, junto al imperio norteamericano, cree que le puede imponer a Venezuela un presidente", expresó.
El 27 de marzo Nicolás Maduro fuera de un trato diplomático, agrede verbalmente al secretario de estado Marco Rubio, expresó «Por ahí sale el imbécil de Marco Rubio amenazando a Venezuela desde Guyana, imbécil, a Venezuela no la amenaza a nadie, porque está la patria de los Libertadores, este es la patria de Bolívar, imbécil» esta acción le traerá graves consecuencias
El 13 de mayo de 2025  Nicolás Maduro tildó de cobarde al comisionado para los derechos humanos de la ONU, Volker Türk, «ataca con virulencia» a Venezuela por los 894 presos políticos  en centros de tortura del Helicoide y el Rodeo, Maduro lo acusó de guardar «silencio» por la niña de dos años que por acciones judiciales se quedó en Estados Unidos. Maduro denunció lo que considera una «actitud omisiva, parcializada y cobarde» por parte del funcionario de las Naciones Unidas frente a las «graves violaciones cometidas contra ciudadanos venezolanos en el exterior».

### Amenazas de violencia
Las declaraciones que mayor revuelo han causado son las amenazas públicas de guerra en caso de que la denominada revolución bolivariana fuese derrotada. En enero de 2015 en medio de una transmisión en vivo por el canal del estado VTV, Maduro alertó de que "si fracasara la revolución bolivariana y el imperialismo toma el control del país, que se preparen para un tiempo de masacre y muerte".
En junio de 2017 al cierre de un evento en el Poliedro de Caracas para juramentar al comando de campaña para la Asamblea Nacional Constituyente (ANC) que él mismo convocó, Maduro volvió a señalar:

Se lo digo al mundo y aspiro a que escuchen después de 90 días de violencia, destrucción y muerte: si Venezuela fuera sumida en el caos y la violencia y fuera destruida la revolución bolivariana, nosotros iríamos al combate, jamás nos rendiríamos, y lo que no se pudo con los votos, lo haríamos con las armas y liberaríamos nuestra patria con las armas".

En la madrugada del lunes 31 de julio de 2017, luego de efectuada la elección a la ANC y dado los resultados, Maduro amenazó al Parlamento, a la Fiscalía General de la República, a la oposición y a los medios de comunicación privados. Afirmó que impulsaría medidas para levantar la inmunidad parlamentaria a los diputados de oposición, intervenir el Ministerio Público y reformarlo, encarcelar a los dirigentes de oposición que él considera involucrados en ''hechos delictivos'' y de abrir procesos administrativos contra medios de comunicación como Televen y Venivisión alegando "apología al delito".
El 2 de mayo de 2018, en un acto de campaña efectuado en el estado Vargas durante las elecciones presidenciales de 2018, Maduro advirtió que si se instalaba un “gobierno capitalista” en el país que entregase sus riquezas, él mismo tomaría las armas para defender la revolución, diciendo "Tomaría un fusil para hacer la revolución armada. Este pueblo no se va a calar jamás a un gobierno entreguista y capitalista, por eso debemos prepararnos para defender en paz la soberanía y democracia de Venezuela" y señalando a su contrincante Henri Falcón de ser el candidato del Fondo Monetario Internacional (FMI).

### Ejecuciones extrajudiciales
Desde la creación de la Operación Liberación del Pueblo el 13 de julio de 2015, diversas organizaciones no gubernamentales han reportado violaciones de derechos humanos y ejecuciones extrajudiciales durante los operativos, y tanto el presidente Maduro como la entonces fiscal general Luisa Ortega Díaz y el defensor del pueblo Tarek William Saab han reconocido excesos policiales durante los despliegues.
El 18 de diciembre de 2017 un grupo de hombres haciéndose pasar por agentes de seguridad del Estado, asaltaron un comando de la Guardia Nacional de Venezuela (GNB) ubicada en San Pedro de Los Altos, estado Miranda, sustrayendo 20 fusiles AK103 y 3 pistolas. Al día siguiente, Óscar Pérez, exfuncionario del Cuerpo de Investigaciones Científicas, Penales y Criminalísticas (CICPC), quien meses atrás se había revelado contra el gobierno de Maduro, se atribuyó la autoría del robo. Ese mismo día en medio de una cadena nacional, Maduro afirmó haber dado la orden a las Fuerzas Armadas de disparar contra los ejecutores del robo, a quienes catalogó de terroristas.

"Donde se aparezcan, le he ordenado a la Fuerza Armada ¡plomo con los grupos terroristas! ¡Plomo con ellos, compadre!"

El 15 de enero de 2018, el gobierno inició un operativo en el barrio El Junquito, al noroeste de Caracas donde dio con el paradero de Óscar Alberto Pérez. Acto seguido ocurrió un enfrentamiento, dejando varios heridos. Óscar Pérez murió durante el operativo policial. Luego del deceso de Óscar Pérez, allegados a este revelaron que los responsables del homicidio habían recibido la orden de no tomar a nadie con vida y de matar a Pérez. Poco después el mismo Maduro confirmó que había dado la orden de matar a Óscar Pérez y amenazó con aplicar la misma táctica a cualquier grupo opositor que considerara terrorista.
En enero de 2021 el Comisionado Presidencial para Derechos Humanos Humberto Prado rechazó los sucesos en la Vega, Caracas, donde 23 personas perdieron la vida, en un operativo realizado por funcionarios de las FAES, la DIP y Policaracas En julio de 2021 Luis Abraham Verde Ruiz joven venezolano de 22 años fue detenido por investigaciones, por el  FAES con una orden de allanamiento, fue torturado y lo dejaron sin vida.
La ONG Programa Venezolano de Educación y Acción en Derechos Humanos (Provea) ha denunciado que durante los diez años de gobierno de Nicolás Maduro, de 2013 a 2023, se han registrado más de 45,000 casos de violaciones a los derechos humanos y al menos 10,085 ejecuciones extrajudiciales por parte de las fuerzas de seguridad. En su informe anual, Provea destaca que 2023 estuvo marcado por una alta y deliberada letalidad policial y militar, caracterizada por graves violaciones al derecho a la vida que podrían constituir crímenes de lesa humanidad. Los agentes de seguridad se han centrado en los barrios populares, encubriendo ejecuciones extrajudiciales como enfrentamientos con presuntos delincuentes para garantizar la impunidad. Las operaciones "Trueno" y "Guaicaipuro" revivieron las prácticas de las "Operaciones de Liberación del Pueblo" (OLP) realizadas entre 2015 y 2017, las cuales incluyeron asesinatos, desapariciones forzadas y tortura. Provea también documentó 43,003 casos de violaciones a la integridad personal, con más de 1,652 víctimas de tortura y 7,309 de tratos crueles, inhumanos y degradantes. Las mujeres jóvenes y pobres privadas de libertad han sido las principales víctimas de tortura, incluyendo abusos por parte del Grupo de Respuesta Inmediata de Custodios Penitenciarios (GRIC). Al menos 28 personas murieron debido a la tortura en centros penitenciarios y comisarías, donde las condiciones deplorables de alimentación, medicinas y salubridad agravan la situación. La población carcelaria sigue enfrentando tratos crueles y degradantes, con una tasa de afectación del 90% debido a la falta de servicios básicos y tratamientos de salud. A pesar de proclamarse como el primer presidente obrero y prometer un modelo económico basado en la justicia y la igualdad, Maduro ha sido señalado por Provea como un presidente antiobrero que no ha cumplido sus promesas.

### Elecciones presidenciales de 2018

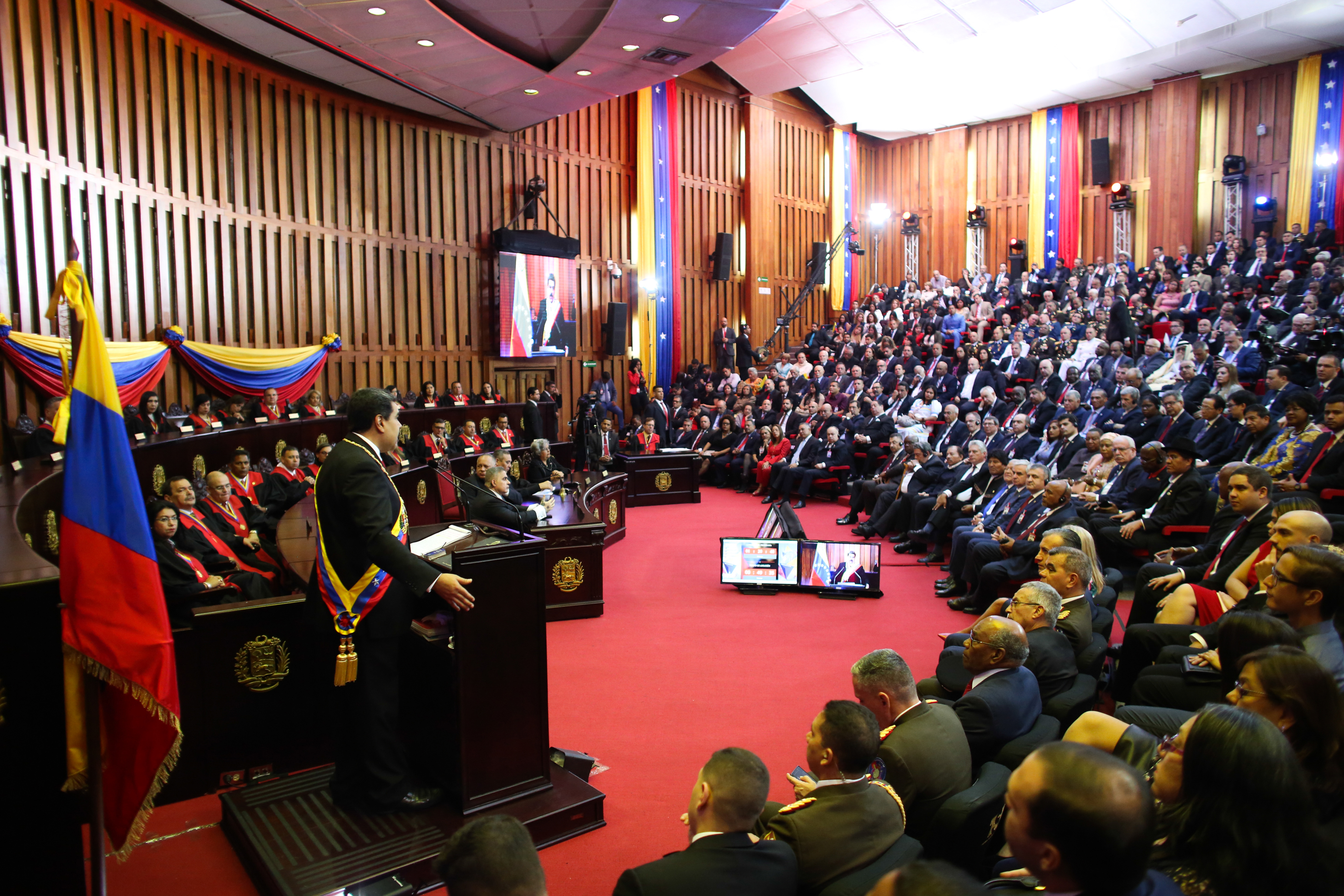
Maduro jurando ante el Tribunal Supremo de Justicia, como presidente reelecto el 10 de enero de 2019, luego de salir ganador de las cuestionadas elecciones presidenciales de 2018.

El 23 de enero de 2018 la Asamblea Nacional Constituyente promovida por Nicolás Maduro, decretó que las elecciones presidenciales previstas legalmente para diciembre de ese año, debían realizarse antes del 30 de abril. Posteriormente Maduro solicitó a la Constituyente que se realizaran también elecciones para los consejos legislativos estadales y municipales. El 23 de febrero el Consejo Nacional Electoral (CNE) declaró que el 22 de abril se harían elecciones presidenciales solamente, sin embargo el órgano electoral postergó la fecha de las presidenciales para el 20 de mayo, día en el cual se harían las elecciones presidenciales conjuntamente con las elecciones a consejos legislativos. La convocatoria fue rechazada por la sociedad venezolana, por la comunidad internacional y por organismos internacionales como la Organización de las Naciones Unidas (ONU), la OEA y la Unión Europea (UE), al considerar que dichas elecciones adolecían de garantías que permitieran unos comicios transparentes, libres y justos.
Maduro decidió lanzar su candidatura para reelegirse presidente, contando con el apoyo de 10 partidos políticos. La oposición venezolana, en su mayoría, decidió no participar en las presidenciales por considerar que el proceso era ilegal al haber sido convocadas por un organismo incompetente en la materia y antes del tiempo establecido en la Constitución. Sin embargo Henri Falcón, presidente del partido Avanzada Progresista, inscribió su candidatura, acto que fue rechazado por la oposición. También inscribieron sus candidaturas, Javier Bertucci por el Movimiento Esperanza por el Cambio y Reinaldo Quijada por el partido Unidad Política Popular 89. Los candidatos conjuntamente con el CNE, suscribieron un Acuerdo de Garantías Electorales, que fungió como una ampliación a la normativa electoral ya vigente; en dicho Acuerdo se estableció la eliminación de los “Puntos Rojos” que el chavismo utiliza como mecanismo de control de los procesos electorales, el acompañamiento internacional y la reubicación de los centros electorales a sus sitios regulares.

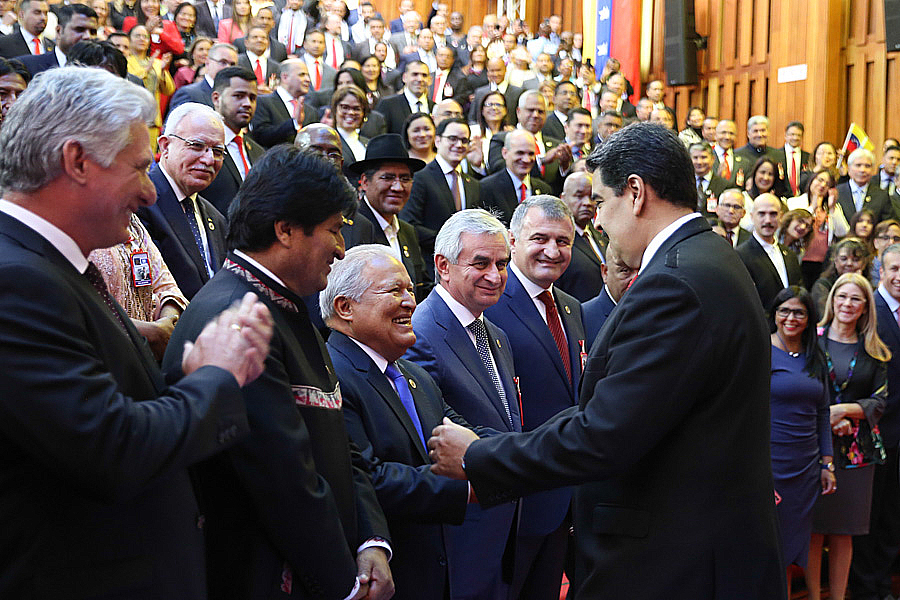
Maduro y Salvador Sánchez Cerén

Nicolás Maduro inició su campaña antes del tiempo electoral reglamentario, sin separarse del cargo de presidente, haciendo uso del canal estatal VTV y prometiendo beneficios a quienes votaran por él, hechos que son prohibidos por la Constitución, la Ley Orgánica de Procesos Electorales y la Ley contra la Corrupción. Henri Falcón por su parte prometió que de ganar las elecciones entregaría a los ciudadanos venezolanos tarjetas con dólares para combatir la crisis económica, dolarizar los salarios e implementar un modelo económico de “producción abierta”, entre otras.
Días previos al 20 de mayo, Falcón solicitó al CNE sancionar a Nicolás Maduro por violar la ley al ofrecer al electorado premios pagados con dinero público a través del Carnet de la Patria en los Puntos Rojos. Posteriormente Claudio Fermín, jefe de Campaña de Falcón, introdujo en el Tribunal Supremo de Justicia (TSJ) un recurso contencioso electoral en donde solicitaba prohibir la instalación de los “puntos rojos” dentro de los 200 metros establecidos por el CNE, además de prohibir a los órganos del Poder Público que se condicionara los programas sociales y el otorgamiento de beneficios vinculados al Carnet de la Patria, su presentación o lectura del código QR en las cercanías de los centros electorales, hechos que su juicio constituyen actos de corrupción. El 17 de mayo la Sala Electoral del TSJ dictó la sentencia N.º 52 en donde rechazó la petición del Fermín, alegando que las solicitudes cautelares se trataban de hechos futuros e inciertos.
El 20 de mayo, la jornada electoral se caracterizó por una marcada abstención y por cientos de denuncias sobre compra de votos, voto asistido y actos de proselitismo político del chavismo, todos estos actos prohibidos por la ley. Durante el desarrollo de la jornada, el candidato Falcón y distintos medios de comunicación fustigaron reiteradas veces la instalación de los “puntos rojos” a menos de 200 metros de los centros electorales, e incluso en algunos casos dichos puntos se encontraban dentro de los mismos centros. También hubo denuncias de entrega de comida al electorado por parte de militantes del gobierno. Habiendo culminado el proceso, el candidato Falcón ofreció una rueda de prensa desde la sede de su partido político, en donde criticó duramente el proceso electoral, reiterando los hechos irregulares en cuanto a compra de votos por parte de Maduro y coacción al electorado por parte de militantes del chavismo, razón por la cual desconoció la legitimidad del proceso.
Luis Emilio Rondón, el rector principal del CNE y presidente de la Comisión de Participación Política y Financiamiento, anunció su desconocimiento a los comicios ratificando las denuncias en torno al proceso, destacando los puntos rojos del oficialismo en las cercanías de los centros de votación, el ventajismo que privó desde la convocatoria del proceso en el mes de enero pasado y el uso de recursos del Estado para beneficiar la opción ganadora en el sistema nacional de medios públicos, mencionando que el "proceso ventajista no permitió que los venezolanos permitieran expresarse" y que "estos aspectos vician la voluntad mayoritaria de los venezolanos. Cuando vemos la participación, la mayoría de los venezolanos no se presentaron ni convalidaron este proceso electoral".
Por las redes sociales se rumoreaba que la abstención rondaba el 70 % del registro electoral según cifras extraoficiales; el CNE por su parte, señaló que la participación fue del 46.07 %, proclamando como ganador a Maduro con 67.84 %, equivalente a 6 245 862 de electores que representaría sólo el 32.42 % de todo el registro electoral.
Desde el momento de anunciarse las elecciones a principios de 2018, la comunidad internacional así como organismos internacionales cuestionaron la legitimidad del proceso y lo rechazaron por argumentar que no contaba con garantías electorales mínimas de ser un proceso justo, libre y transparente, agregando que no reconocerían los resultados ni a Maduro como presidente.
La Oficina del Alto Comisionado para los Derechos Humanos de las Naciones Unidas, también cuestionó la legitimidad del proceso al señalar que no se podía garantizar la transparencia de unas elecciones en un escenario donde hay múltiples violaciones a los derechos humanos.
El 5 de junio de 2018, la OEA, con 19 votos a favor, 4 en contra y 11 abstenciones, aprobó una resolución donde declara ilegítima la reelección de Maduro e inicia el procedimiento para suspender a Venezuela del organismo. El presidente de la República Argentina, Mauricio Macri anunció que denunciará al gobierno de Nicolás Maduro ante la Corte Penal Internacional por hechos de violación a los derechos humanos.

### Juicio por caso de Odebrecht
El 19 de febrero de 2018, la fiscal general Luisa Ortega Díaz, acudió a la Sala Plena del Tribunal Supremo de Justicia en el exilio (TSJ en el exilio), para solicitar iniciar un antejuicio de mérito contra Nicolás Maduro por la comisión de supuestos delitos de corrupción propia y legitimación de capitales relacionados con el caso Odebrecht. Tras casi dos meses de deliberaciones, el 9 de abril de 2018 el TSJ en el exilio determinó que existían suficientes méritos para continuar con el enjuiciamiento formal de Maduro.
El 17 de abril, tras recibir la decisión del TSJ en el exilio, la Asamblea Nacional con 105 votos a favor de la bancada opositora y 2 en contra del chavismo, aprobó la continuidad del juicio solicitado por el TSJ en exilio contra Maduro, lo que dejaría a este último separado del cargo de presidente, según lo establecido en el Artículo 380 del Código Orgánico Procesal Penal venezolano.
El 3 de mayo de 2018 el tribunal declaró la suspensión de Maduro como presidente y ordenó su inhabilitación para cualquier otro cargo público. El secretario general de la OEA Luis Almagro reconoció la inhabilitación y suspensión de Maduro como presidente. El partido político Vente Venezuela publicó un comunicado en el que respaldó la decisión del tribunal, sosteniendo que "ratifica que Maduro no puede ser candidato a ninguna elección" y que con esta decisión le corresponde a la Asamblea Nacional iniciar un nuevo proceso “para ocupar ese vacío y avanzar en la restitución del orden democrático en el país”.
El 15 de agosto, el Tribunal Supremo sentenció a Nicolás Maduro a 18 años y 3 meses de prisión en la Cárcel de Ramo Verde por los delitos de corrupción que se le imputaron, además de ordenar que pague 35 mil millones de dólares por el daño al patrimonio público del país.
El 29 de octubre, Tribunal Supremo de Justicia en el exilio sentencia definitiva contra Nicolás Maduro a 18 años y 3 meses de cárcel por corrupción y legitimación de capitales al obtener altas sumas de dinero a través de contratos ilícitos con la constructora brasileña Odebrecht.

### Acusación por crímenes de lesa humanidad
El 16 de septiembre de 2020, la Misión de Investigación de las Naciones Unidas hizo público un informe donde se detalla que, desde 2014, las autoridades venezolanas han hecho constantes violaciones a los Derechos Humanos. La ONU a través de un informe de cuatrocientos cuarenta y tres folios y más de 250 entrevistas a las víctimas, acusa a Nicolás Maduro, a los ministros de Interior, Néstor Reverol, y Defensa, Vladimir Padrino López, a los jefes de los servicios de inteligencia, junto a otros 45 funcionarios del régimen venezolano, de crímenes de lesa humanidad. Dentro de los crímenes de lesa humanidad por los cuales se acusa al Presidente, Nicolás Maduro, al ministro de Defensa, Vladimir Padrino López, al ministro del Interior, Néstor Reverol, a las fuerzas de seguridad y al Sebin, destacan las ejecuciones arbitrarias y el uso sistemático de la tortura. La presidenta de la Misión de la ONU, Marta Valiñas, aseguró que se trataban de actos coordinados y apoyados por los altos funcionarios del gobierno venezolano.
En diciembre de 2020 la Corte Penal Internacional (CPI) concluyó que al menos desde abril de 2017 en el país se han cometido Crímenes de lesa humanidad con competencia de la Corte hallándose encarcelación, tortura, violación y otras formas de violencia sexual y persecución a un grupo por motivos políticos, el informe señala como responsables a miembros de los cuerpos de seguridad como lo son: PNB, SEBIN, DGCIM, FAES,  CICPC, GNB, CONAS y otros componentes de la Fuerza Armada Nacional Bolivariana a favor y en complicidad con el Gobierno y menciona que este último participó represión de opositores al mismo, la fiscalía de la Corte aseguró que podría abrirse una investigación en la primera parte de 2021
En mayo de 2021 el gobierno de Nicolás Maduro admitió que Fernando Albán Salazar concejal del  Municipio Libertador de Caracas fue asesinado en octubre de 2018 y solicitó orden de aprehensión contra los dos funcionarios del Sebin como una manera de influenciar a la Corte Penal Internacional (CPI) que inicie la investigación También admitió que Juan Pablo Pernalete fue asesinado por una bomba lacrimógena durante las protestas en Venezuela de 2017, doce funcionarios fueron imputados por homicidio preterintencional en grado de complicidad correspectiva.
En junio se retira de la CPI la fiscal Fatou Bensouda que tenía el caso de determinar si sería investigado por crímenes de lesa humanidad dejando a su sucesor el fiscal Karim Khan quien reiniciara el caso. Khan determinó para el 23 de julio como fecha tope para su informe sobre Nicolás Maduro. Pero las maniobras del gobierno para retrasar temporalmente fue tal, que le hicieron una invitación a Khan para visitar Venezuela.
El 12 de agosto la CPI presenta documento para abrir una investigación formal contra funcionarios, exfuncionarios y civiles venezolanos por la presunta comisión de crímenes de lesa humanidad, documento fechado el 15 de junio y publicado el 10 de agosto por la corte. La cual fue firmado por la exfiscal Fatou Bensouda. De 2015 a 2021 al menos 11 presos políticos murieron bajo custodia del estado.

### Ataque a organizaciones no gubernamentales

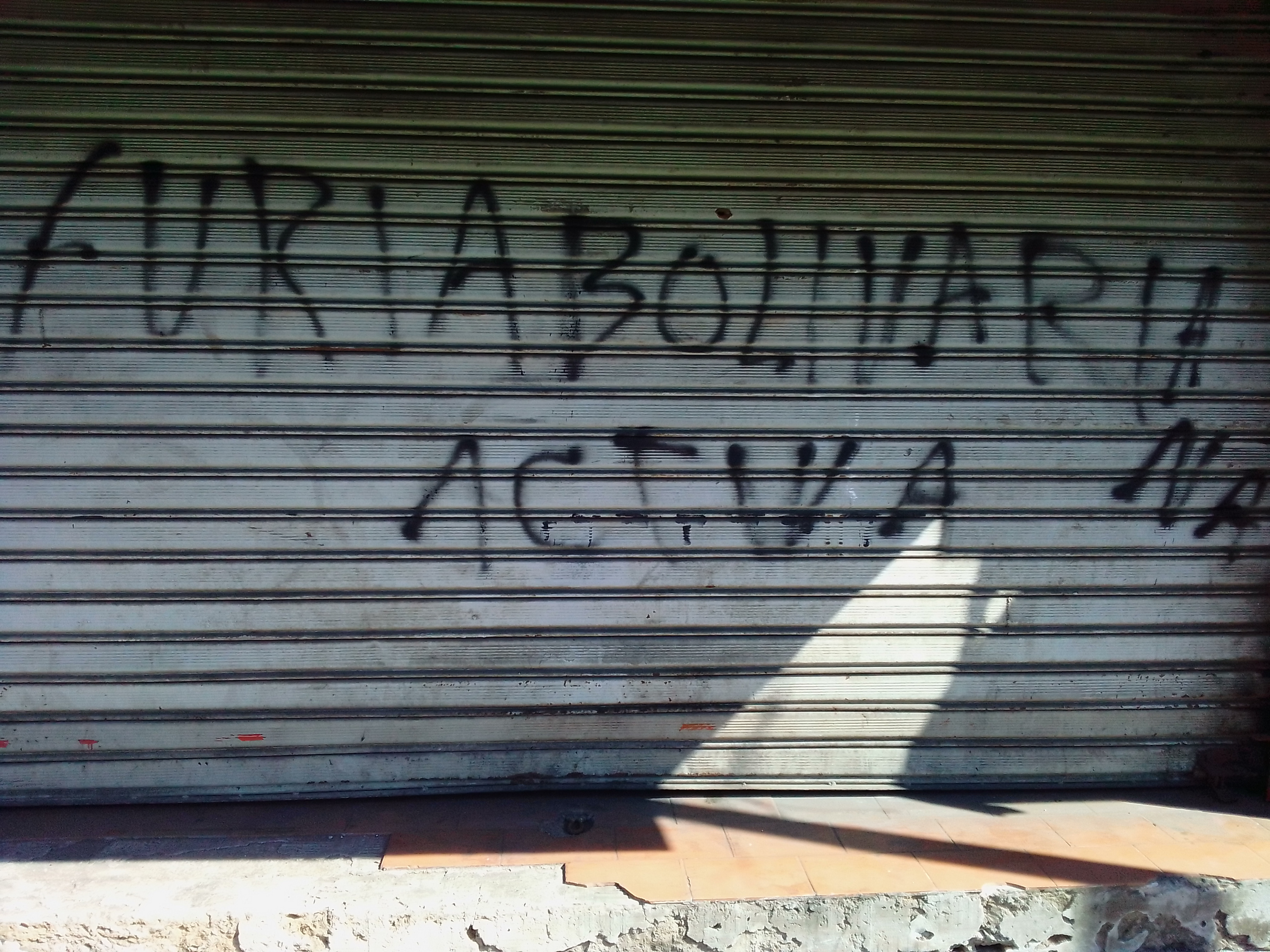
Grafiti de la Furia Bolivariana

Las ONG no se han librado del ataque ejercido por el gobierno de Nicolás Maduro, estas organizaciones dedicadas a la defensa de los DDHH según su unidad central en 2020 se detectaron 109 agresiones y en 2021 se han contado 374 agresiones. En noviembre de 2020 las ONG Alimenta La Solidaridad y la ONG Caracas Mi Convive dedicadas a la ayuda humanitaria de madres lactantes, niños y personas de la tercera edad fueron allanadas por la policía Nacional contra la corrupción y el día 25 fueron congeladas sus cuentas bancarias por orden la SUDEBAN.
En enero de 2021 cinco representantes de la organización Azul Positivo fueron detenidos cuando una comisión de funcionarios de la Dirección General de Contrainteligencia Militar (DGCIM) intervino su oficina y les hicieron interrogatorios, llevándolos posteriormente a la sede de Maracaibo. En abril el ciudadano Orlando Moreno, defensor de derechos humanos del estado Delta Amacuro, fue detenido por funcionarios del Cuerpo de Investigaciones Científicas, Penales y Criminalísticas (CICPC) mientras acompañaba a familiares de las víctimas del naufragio en Boca de Serpiente, en Tucupita.
En julio la ONG Fundaredes le solicitó al Ministerio Público investigar la relación del exministro del interior Ramón Rodríguez Chacín y de su esposa, Carola de Rodríguez, con el ELN. El gobierno reaccionó y Agentes del Servicio Bolivariano de Inteligencia detuvieron a Javier Tarazona en el estado Falcón junto con Rafael Tarazona y Omar García, activistas de Fundaredes; y Yhonny Romero, director de Mayday Confavid (Comité Nacional de Familias Víctimas de Desapariciones Forzadas en las Costas de Venezuela). Tarazona había acudido al Ministerio Público para denunciar que estaba siendo víctima de acoso y persecución en Falcón por funcionarios policiales estatales, del SEBIN y de individuos no identificados, El fiscal general denunció que la detención se debía, al acusar a políticos del gobierno sin presentar pruebas y por incitación al odio.

### Oro de sangre
Luego de asumir al gobierno Nicolás Maduro en 2013, crea una serie de empresas que operan desde la Fuerza Armada Nacional Bolivariana, bajo el pretexto de la incorporación de la institución castrense al desarrollo nacional, y que resulta de poca transparencia para su control por parte de la Asamblea Nacional sobre préstamos y los presupuestos otorgados al Ministerio de Defensa fundamentado en el artículo 328 de la Constitución y en el artículo 3 de la Ley Orgánica de la Fuerza Armada Nacional (Lofan). En junio de 2019 Maduro anunció que la empresa Camimpeg realizará la rehabilitación y el mantenimiento de pozos, administración de taladros, el apoyo logístico en las instalaciones petroleras así como su participación en la producción de 20 toneladas mensuales de coltán.
En marzo de 2019 Estados Unidos sanciona a la empresa estatal Minerven por respaldar al gobierno de Nicolás Maduro, acusados de realizar operaciones ilícitas comercializando el oro venezolano causando la deforestación y la pérdida del hábitat de las poblaciones indígenas.
Es tan cercana la relación de Nicolás Maduro con el oro del estado Bolívar que Estados Unidos sanciona en junio de 2019 a su hijo Nicolás Maduro Guerra por corrupción, que fue denunciado por el ex-director del Sebin refugiado en EE. UU. Manuel Cristopher Figuera de comprar oro a los mineros a precio bajo y revender a sobreprecio al BCV, el hijo también fue acusado en la Asamblea Nacional por Américo de Grazia de poseer una mina de coltán en el estado Amazonas.
La situación del Arco Minero del Orinoco, ubicado en Amazonas, Bolívar y Delta Amacuro con Sierra Imataca, ha sido calificada como un ecocidio que afecta prácticamente 50 % del territorio nacional y que está perjudicando los parques y las etnias indígenas que allí habitan; esto debido al envenenamiento del agua y la fauna silvestre con mercurio y cianuro para explotar las minas de oro y extraer coltán, produciendo a su vez un desplazamiento de las etnias originarias, donde participan diferentes grupos y organizaciones irregulares.

### Crisis de refugiados venezolana
Durante su primer gobierno ocurrió la migración más grande de la historia venezolana. Muchos venezolanos salieron del país en busca de mejores oportunidades económicas dejando atrás a padres, esposas e hijos; otros grupos familiares salían completos pero dejaban a otros familiares. Todo esto dio origen a la migración de más de 5 millones de venezolanos.

### Censura a la información
La censura en Venezuela se refiere a todas las acciones que se pueden considerar como la supresión de la libertad de expresión en el país durante el gobierno de Nicolás Maduro.

### Falta de información administrativa
Desde 2016 el gobierno dejó de informar durante años en la Gaceta Oficial el Presupuesto Nacional en ningún portal del gobierno y se maneja por créditos extraordinarios que en muchas oportunidades tampoco son publicados, ocurre lo mismo con la ley de endeudamiento anual. tal como lo denuncia Transparencia Venezuela en 2023.
̟La economía del país también se manejó en una completa oscuridad al no tener informe de los índices económicos que debió emitir el Banco Central de Venezuela desde diciembre de 2015 al respecto a los índices de inflación durante los años 2016, 2017 y 2018. Posteriormente el BCV retrazó los informes por hasta seis meses entre 2020 y 2021, en mayo de 2023 el Banco Central de Venezuela reportó un cuadro de inflación de los últimos siete meses.
La economía se manejo con información emitida por la Comisión de finanzas de la Asamblea Nacional de 2015 quienes mes a mes entregaban la información por intermedio del Observatorio Venezolano de Finanzas.

### Inhabilitaciones
Nicolás maduro ha utilizado las inhabilitaciones de opositores para facilitar su triunfo en las diferentes eleccionas de él y los candidatos de su partido para permitir ganar personas de su agrado, en junio de 2024 la Contraloría General de Venezuela inhabilitó por 15 años para ocupar cargos públicos a diez alcaldes por apoyar a Edmundo Gonzáles Urrutia al haberse reunido una semana antes a la inhabilitación. La Corte Interamericana de Derechos Humanos ha condenado las inhabilitaciones administrativas argumentando que solo puede inhabilitarse mediante condena de un juez, con garantía del debido proceso. El gobierno usa esta maniobra para "sacar de juego" a políticos opositores o chavistas disidentes que buscan un cargo de elección popular.
Ellos son:
- Estado Trujillo :
  - Heriberto Tapia (municipio Motatán),
  - José Carrillo (municipio Urdaneta),
  - Dilcia Rojas (municipio Campo Elías),
  - Keiver Peña (municipio Sucre),
  - Cervando Godoy (municipio Márquez Cannizales),
  - Wilmer Delgado (municipio Monte Carmelo),
  - Yohanthi Domínguez (municipio Carache)
  - Francisco Aguilar (municipio Andrés Bello).
- Estado Nueva Esparta :
  - Iraima Vásquez (municipio Tubores)
  - José María Fermín (municipio Villalba)

### Protectores, padrinos y madrinas
Luego de que, en 2013, Henrique Capriles Radonski ganó la gobernación del estado Miranda, Maduro nombró protector del estado a Elías Jaua Milano para llevar a cabo las funciones del gobierno regional, una figura que estaba al margen de la Constitución. Cuatro años después designó más protectorados estatales en cuatro entidades federales: Francisco Arias Cárdenas (Zulia), Jehyson Guzmán (Mérida), Dante Rivas (Nueva Esparta) y Freddy Bernal (Táchira); en estas entidades había ganado la oposición durante las elecciones regionales celebradas el 15 de octubre de 2017. En 2021 nombra protector a Luis José Marcano para el estado Anzoátegui. Para las elecciones regionales de 2021 Maduro anunció la eliminación de los protectores. En febrero de 2024, Nicolás Maduro nombró 23 padrinos y madrinas estadales, una nueva figura fuera de la constitución. La ONG Acceso a la Justicia es clara en señalar que afecta los valores democráticos.

## Vida personal
Desde el 15 de julio de 2013, está casado con Cilia Flores, seis años mayor, con quien ya tenía una relación de concubinato de muchos años. Flores fue procuradora general de la República y diputada al igual que presidenta de la Asamblea Nacional de Venezuela por el Distrito Capital, Maduro la conoció cuando era la abogada de Hugo Chávez después de la rebelión militar de 1992 y esta gestionara un indulto ante el presidente de ese entonces Rafael Caldera. Nicolás Maduro y Cilia Flores no tuvieron hijos en común; de relaciones anteriores, Flores tiene tres hijos y Maduro uno, Nicolás Maduro Guerra; además, hay cuatro nietos (dos del lado de Flores y dos del lado de Maduro); la última nieta se llama Victoria Maduro, bautizada así porque nació en octubre de 2012 cuando se produjo la última victoria electoral del presidente Hugo Chávez.

## Pensamiento

### Creencias religiosas
Parte de la familia de Maduro es de origen judío sefardí tal como se destacó en una reunión entre líderes judíos, el entonces canciller Maduro y el presidente Chávez. Según afirman algunas fuentes, Maduro también fue seguidor del gurú indio Sathya Sai Baba. Sin embargo, Maduro niega estas versiones y se declara católico haciendo referencia a Cristo comparándolo con Chávez en algunos discursos. Según el ministro de relaciones exteriores de Turquía Mevlüt Çavuşoğlu, Nicolás Maduro habría expresado en una reunión en 2018 que algún día podría convertirse al Islam.

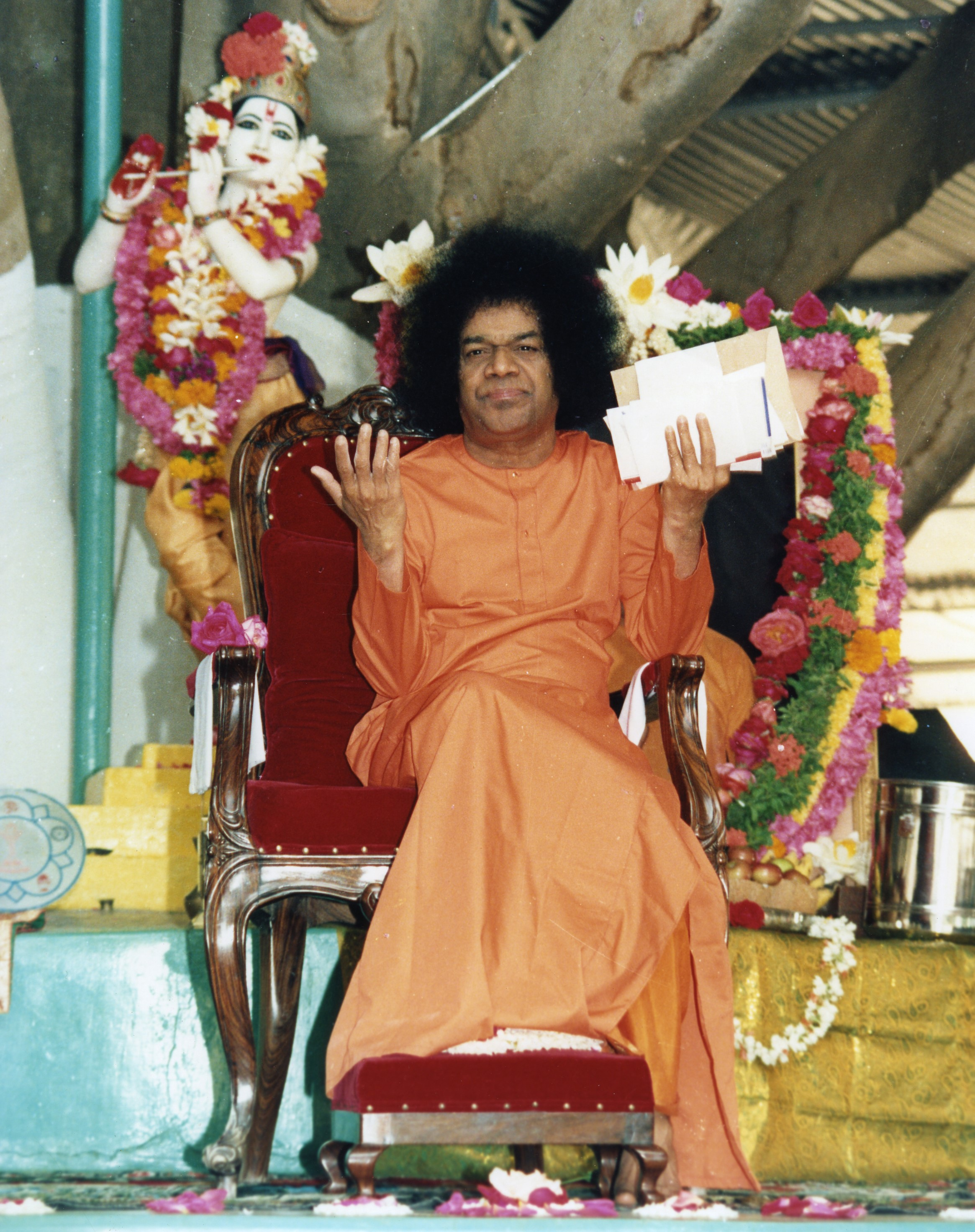
Sathya Sai Baba.

Nicolás Maduro, se ha declarado como un devoto ardiente de Sathya Sai Baba. Incluso tiene un gran retrato del difunto gurú espiritual en su oficina en Caracas. Visitó a Sai Baba en Puttaparthi, Andhra Pradesh, en 2005, junto con su esposa Cilia Flores, para buscar las bendiciones del gurú espiritual.Según fuentes asociadas con el fideicomiso de Sai Baba, durante su visita a Prashantinilayam en 2005, junto con el ministro de educación, Sai Baba les concedió una audiencia a él y a su familia. En ese entonces, Maduro era el ministro de relaciones exteriores. El legendario líder venezolano Hugo Chávez lo nombró su sucesor antes de morir el 5 de marzo de ese año tras luchar contra el cáncer.
Maduro, quien siempre ha tenido una fotografía de Baba en su oficina, ha tenido una carrera destacada. Según el fideicomiso de Sai, Venezuela goza de un lugar de orgullo entre los 113 países en los que el movimiento está activo. El primer Centro Sai se abrió en Caracas en 1974, y el primer taller para profesores de EHV (educación en valores humanos) se llevó a cabo en 1987.El fideicomiso también administra una escuela y el Instituto de Valores Humanos, además de organizar campamentos médicos para los necesitados y reuniones públicas en varias ciudades de Venezuela para informar a la gente sobre Sai Baba y su obra.
Su relación con el gurú espiritual ha sido destacada en el libro "El dictador y sus demonios" de David Placer, que expone los "puentes invisibles" entre el régimen de Maduro y su devoción espiritual, considerada una "contradicción increíble". Maduro fue introducido a Sai Baba por su esposa Cilia Flores y su brujo Cirilo Enrique Rodulfo.El saibabismo, presente en Venezuela desde la década de 1970, cuenta con aproximadamente 200.000 seguidores en el país. Maduro, junto con otros seguidores destacados como el canciller Jorge Arreaza y la ministra para el Servicio Penitenciario, Iris Varela, forman parte de esta comunidad espiritual.
El libro de Placer también sugiere una red de espionaje y control dentro del chavismo, vinculada a la devoción por Sai Baba. Incluso se menciona que la Asamblea Nacional decretó un día de luto en Venezuela tras la muerte de Sai Baba en 2011, a pesar de las controversias que rodeaban al gurú. El libro también revela la influencia de esta devoción en las políticas y prácticas del régimen, incluyendo el sistema penitenciario liderado por Varela.

### Denuncias de la comunidad LGBT por homofobia
Durante la campaña presidencial de 2013, integrantes de la comunidad LGBT denunciaron que Maduro había utilizado "comentarios homofóbicos" como arma política, tildando a representantes de la oposición como "maricones" [sic] y "pelucones". Maduro calificó a su oponente Henrique Capriles Radonski de "princesita" y aseguró: "Yo sí tengo mujer, ¿oyeron? Me gustan las mujeres".

## Premios y reconocimientos
Algunas distinciones recibidas por Maduro:
| Premio o reconocimiento | Premio o reconocimiento                                     | País      | Fecha               | Lugar                   | Nota | Ref                     |
| ----------------------- | ----------------------------------------------------------- | --------- | ------------------- | ----------------------- | --- | ----------------------- |
|                         | Collar de la Orden Libertadores y Libertadoras de Venezuela | Venezuela | 19 de abril de 2013 | Caracas, Venezuela      | Máxima condecoración de Venezuela, otorgada a todos sus presidentes.                                                                                  | [ 447 ]                 |
|                         | Orden Bicentenaria de la Campaña Admirable.                 | Venezuela | 15 de junio de 2013 | Trujillo, Venezuela     | Orden venezolana. | [ 448 ]                 |
|                         | Orden José Martí                                            | Cuba      | 18 de marzo de 2016 | La Habana, Cuba         | Orden cubana. | [ 449 ]                 |
|                         | Collar de la Orden del Libertador San Martín                | Argentina | 9 de mayo de 2013   | Buenos Aires, Argentina | Máxima condecoración de Argentina. Revocada el 11 de agosto de 2017 por decreto del presidente Mauricio Macri por violaciones a los derechos humanos. | [ 450 ] [ 451 ] [ 452 ] |
|                         | Gran Collar de la Orden del Cóndor de los Andes             | Bolivia   | 26 de mayo de 2013  | La Paz, Bolivia         | Máxima condecoración de Bolivia. | [ 453 ]                 |
|                         | Estrella de Palestina                                       | Palestina | 16 de mayo de 2014  | Caracas, Venezuela      | Máxima condecoración de Palestina. | [cita requerida]        |
|                         | Orden Augusto César Sandino en grado Batalla de San Jacinto | Nicaragua | 17 de marzo de 2015 | Managua, Nicaragua      | Máxima condecoración de Nicaragua. | [ 454 ]                 |

- Doctorado honoris causa (Universidad Nacional de Lanús, 7 de marzo de 2014).[455]